# Senonches
Senonches est une commune française située dans le département d'Eure-et-Loir en région Centre-Val de Loire.

## Géographie

### Situation
Senonches se situe dans le Perche au nord-ouest du département d'Eure-et-Loir et à la limite nord-est du Parc naturel régional du Perche, à un carrefour entre les villes de Verneuil-sur-Avre (22 km), Mortagne-au-Perche (41 km), Nogent-le-Rotrou (33 km), Chartres (37 km) et Dreux (38 km). La commune s'étend sur une surface de 6 248 ha.
Avec ses 4 287 hectares, la forêt domaniale de Senonches est la plus grande du département et l'une des plus importantes de France. Sa partie privée double au moins cette surface et est beaucoup plus riche en espèces végétales et arbustives notamment. C'est, à l'origine, une hêtraie à houx, traitée en chênaie par l'Office national des forêts (ONF) (en 2007 : 18 % de hêtres selon l'ONF, qui envisagerait de diminuer ce taux).
L'ensemble du massif forestier est probablement le reste de la grande forêt des Carnutes : il touche presque aux massifs voisins (Bellême, Montécôt, Châteauneuf-en-Thymerais, La Ferté-Vidame, etc.).
Le pays est également connu pour ses sources et sa nappe d'eau souterraine située sous la forêt qui, captée à Rueil-la-Gadelière, est distribuée à Paris.

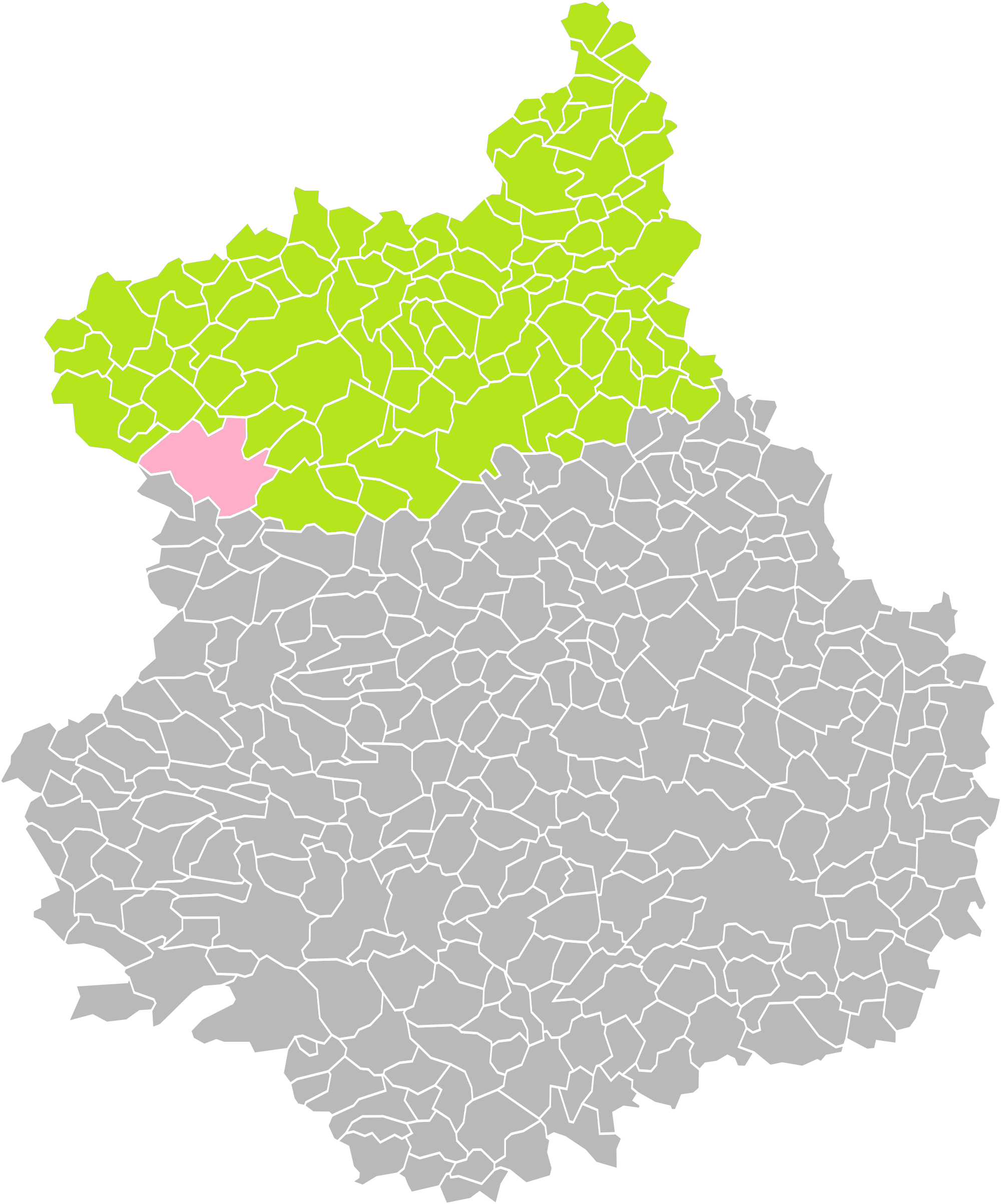
Position de Senonches (en rose) dans l'arrondissement de Dreux (en vert) du département d'Eure-et-Loir (grisé).

### Communes limitrophes
| La Puisaye      | La Framboisière Louvilliers-lès-Perche | Le Mesnil-Thomas      |
| La Ferté-Vidame | Senonches                              | Jaudrais Digny        |
| Manou           | Fontaine-Simon                         | Belhomert-Guéhouville |

### Climat
Le climat qui caractérise la commune est qualifié, en 2010, de « climat océanique dégradé des plaines du Centre et du Nord », selon la typologie des climats de la France qui compte alors huit grands types de climats en métropole. En 2020, la commune ressort du type « climat océanique altéré » dans la classification établie par Météo-France, qui ne compte désormais, en première approche, que cinq grands types de climats en métropole. Il s’agit d’une zone de transition entre le climat océanique, le climat de montagne et le climat semi-continental. Les écarts de température entre hiver et été augmentent avec l'éloignement de la mer. La pluviométrie est plus faible qu'en bord de mer, sauf aux abords des reliefs.
Les paramètres climatiques qui ont permis d’établir la typologie de 2010 comportent six variables pour les températures et huit pour les précipitations, dont les valeurs correspondent aux données mensuelles sur la normale 1971-2000. Les sept principales variables caractérisant la commune sont présentées dans l'encadré ci-après.
| Paramètres climatiques communaux sur la période 1971-2000 - Moyenne annuelle de température : 10,1 °C - Nombre de jours avec une température inférieure à −5 °C : 3,4 j - Nombre de jours avec une température supérieure à 30 °C : 3,2 j - Amplitude thermique annuelle : 14,9 °C - Cumuls annuels de précipitation : 703 mm - Nombre de jours de précipitation en janvier : 11,5 j - Nombre de jours de précipitation en juillet : 8 j |

Avec le changement climatique, ces variables ont évolué. Une étude réalisée en 2014 par la Direction générale de l'Énergie et du Climat complétée par des études régionales prévoit en effet que la  température moyenne devrait croître et la pluviométrie moyenne baisser, avec toutefois de fortes variations régionales. La station météorologique de Météo-France installée sur la commune et mise en service en 1997 permet de connaître l'évolution des indicateurs météorologiques. Le tableau détaillé pour la période 1981-2010 est présenté ci-après.
| Mois                                  | jan.           | fév.         | mars         | avril       | mai         | juin        | jui.          | août          | sep.        | oct.          | nov.          | déc.         | année     |
| ------------------------------------- | -------------- | ------------ | ------------ | ----------- | ----------- | ----------- | ------------- | ------------- | ----------- | ------------- | ------------- | ------------ | --------- |
| Température minimale moyenne (°C)     | 0,8            | 1            | 2,1          | 3,7         | 7,2         | 10          | 11,6          | 11,9          | 8,9         | 7             | 3,6           | 1            | 5,8       |
| Température moyenne (°C)              | 3,4            | 4,6          | 6,7          | 9,3         | 12,9        | 16,1        | 17,8          | 18,1          | 14,9        | 11,3          | 6,8           | 3,7          | 10,5      |
| Température maximale moyenne (°C)     | 6,1            | 8,1          | 11,4         | 14,8        | 18,7        | 22,2        | 24            | 24,4          | 20,9        | 15,6          | 9,9           | 6,3          | 15,2      |
| Record de froid (°C) date du record   | −15 02.01.1997 | −13 12.02.12 | −11 01.03.05 | −5 07.04.21 | −2 14.05.10 | 2 01.06.15  | 4 31.07.15    | 3,5 11.08.16  | 1 20.09.15  | −5 30.10.1997 | −9 24.11.1998 | −10 26.12.10 | −15 1997  |
| Record de chaleur (°C) date du record | 16,5 27.01.03  | 20 27.02.19  | 24 31.03.21  | 27 20.04.18 | 30 21.05.20 | 36 29.06.19 | 40,5 25.07.19 | 38,5 10.08.03 | 35 15.09.20 | 27 03.10.11   | 22 01.11.14   | 15 17.12.15  | 40,5 2019 |
| Précipitations (mm)                   | 79,8           | 66           | 68,4         | 57,7        | 66,8        | 65,3        | 64            | 50,3          | 45,5        | 90,2          | 83,7          | 101,4        | 839,1     |

## Urbanisme

### Typologie
Au 1er janvier 2024, Senonches est catégorisée bourg rural, selon la nouvelle grille communale de densité à 7 niveaux définie par l'Insee en 2022.
Elle appartient à l'unité urbaine de Senonches, une unité urbaine monocommunale constituant une ville isolée,. La commune est en outre hors attraction des villes,.

### Occupation des sols
L'occupation des sols de la commune, telle qu'elle ressort de la base de données européenne d’occupation biophysique des sols Corine Land Cover (CLC), est marquée par l'importance des forêts et milieux semi-naturels (70,9 % en 2018), une proportion sensiblement équivalente à celle de 1990 (70,8 %). La répartition détaillée en 2018 est la suivante : 
forêts (67 %), terres arables (22,3 %), zones urbanisées (4,2 %), milieux à végétation arbustive et/ou herbacée (3,9 %), prairies (1,4 %), zones agricoles hétérogènes (1,2 %). L'évolution de l’occupation des sols de la commune et de ses infrastructures peut être observée sur les différentes représentations cartographiques du territoire : la carte de Cassini (XVIIIe siècle), la carte d'état-major (1820-1866) et les cartes ou photos aériennes de l'IGN pour la période actuelle (1950 à aujourd'hui).

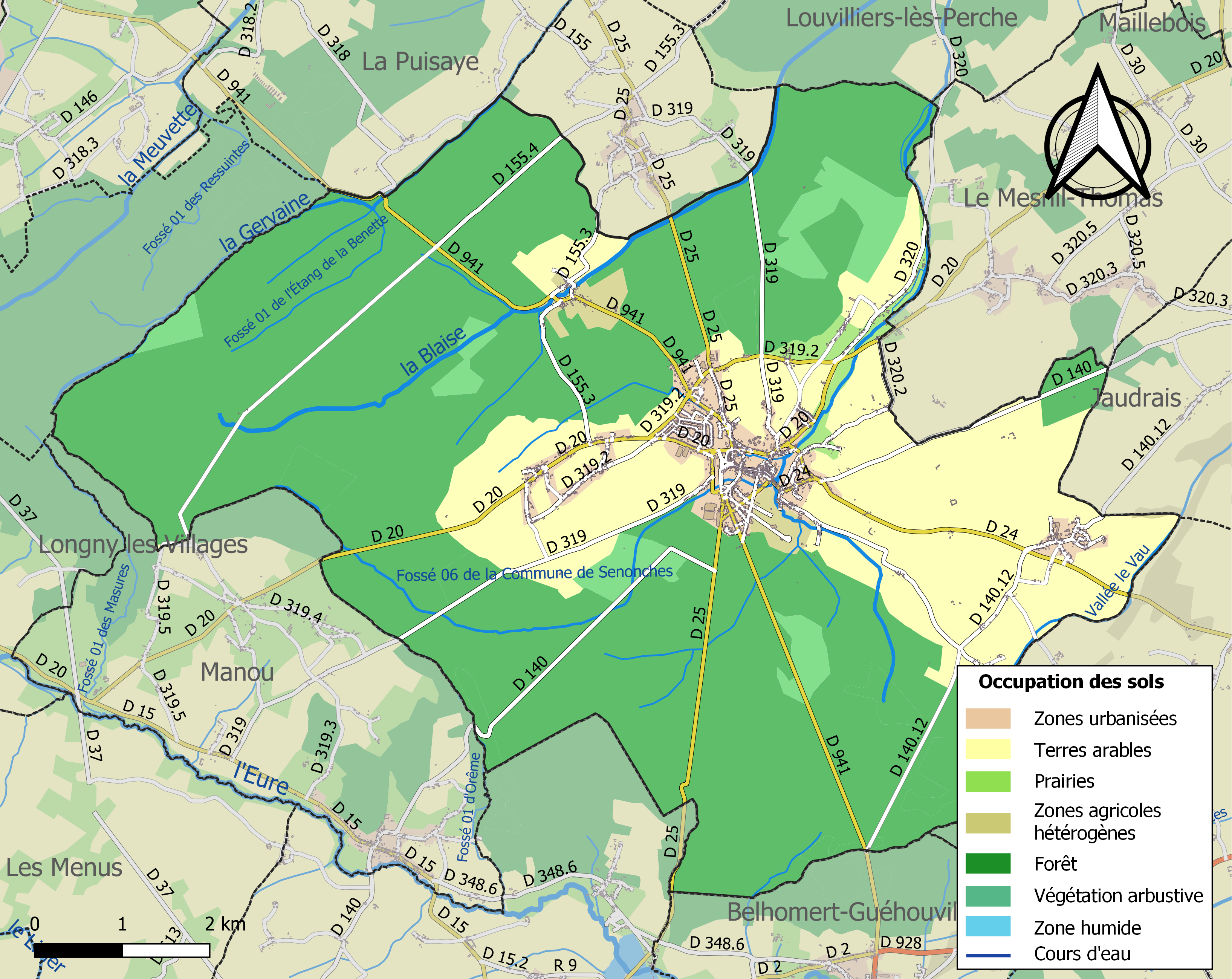
Carte des infrastructures et de l'occupation des sols de la commune en 2018 (CLC).

### Risques majeurs
Le territoire de la commune de Senonches est vulnérable à différents aléas naturels : météorologiques (tempête, orage, neige, grand froid, canicule ou sécheresse), inondations, mouvements de terrains et séisme (sismicité très faible). Il est également exposé à un risque technologique, le transport de matières dangereuses. Un site publié par le BRGM permet d'évaluer simplement et rapidement les risques d'un bien localisé soit par son adresse soit par le numéro de sa parcelle.

#### Risques naturels
Certaines parties du territoire communal sont susceptibles d’être affectées par le risque d’inondation par débordement de cours d'eau, notamment la Gervaine, la Blaise et le ruisseau de Saint-Cyr. La commune a été reconnue en état de catastrophe naturelle au titre des dommages causés par les inondations et coulées de boue survenues en 1995 et 1999,.

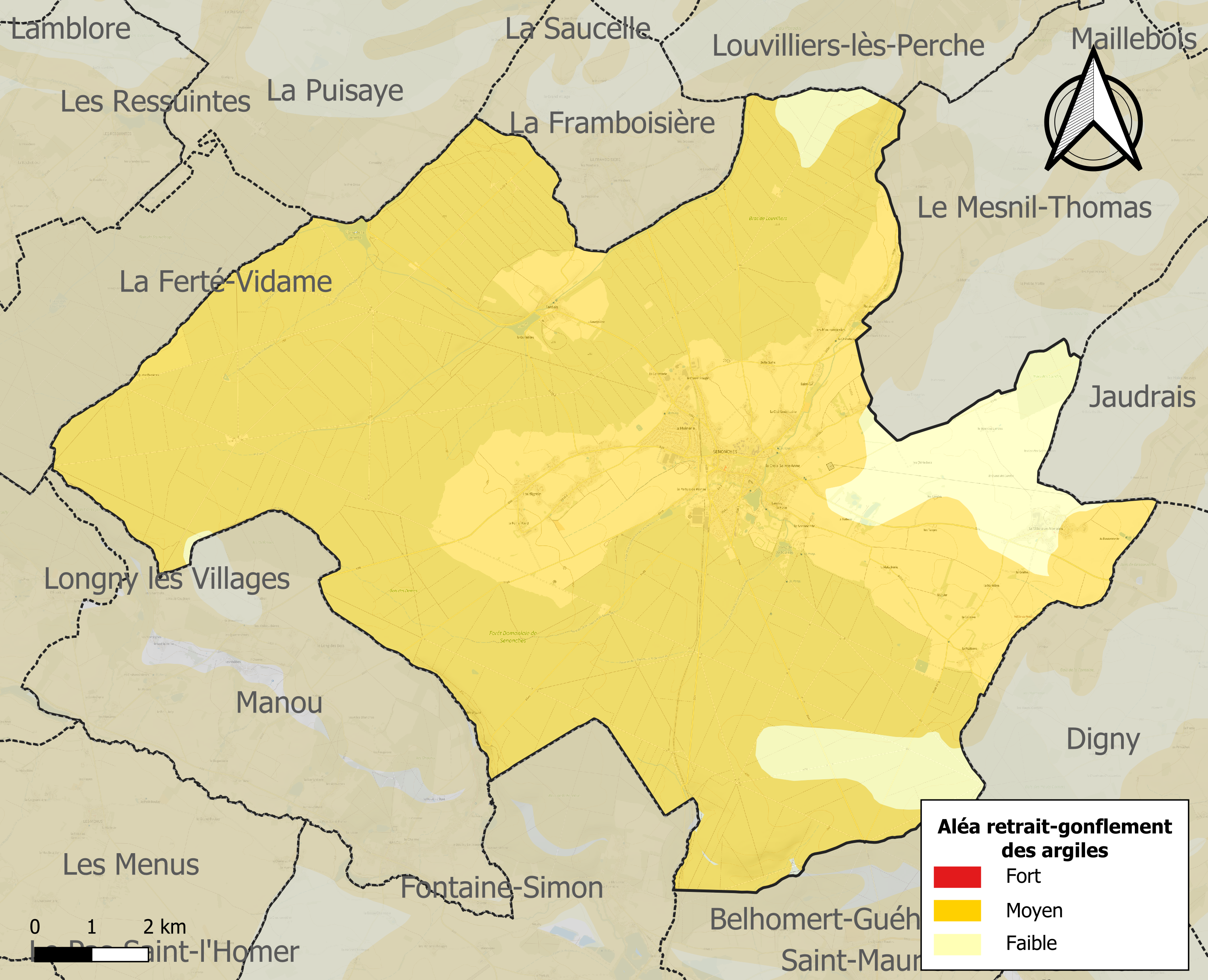
Carte des zones d'aléa retrait-gonflement des sols argileux de Senonches.

Les mouvements de terrains susceptibles de se produire sur la commune sont des affaissements et effondrements liés aux cavités souterraines. L'inventaire national des cavités souterraines permet de localiser celles situées sur la commune.
Le retrait-gonflement des sols argileux est susceptible d'engendrer des dommages importants aux bâtiments en cas d’alternance de périodes de sécheresse et de pluie. 90,3 % de la superficie communale est en aléa moyen ou fort (52,8 % au niveau départemental et 48,5 % au niveau national). Sur les 1 513 bâtiments dénombrés sur la commune en 2019, 1451 sont en aléa moyen ou fort, soit 96 %, à comparer aux 70 % au niveau départemental et 54 % au niveau national. Une cartographie de l'exposition du territoire national au retrait gonflement des sols argileux est disponible sur le site du BRGM,.
Concernant les mouvements de terrains, la commune a été reconnue en état de catastrophe naturelle au titre des dommages causés par des mouvements de terrain en 1999.

#### Risques technologiques
Le risque de transport de matières dangereuses sur la commune est lié à sa traversée par des infrastructures routières ou ferroviaires importantes ou la présence d'une canalisation de transport d'hydrocarbures. Un accident se produisant sur de telles infrastructures est en effet susceptible d’avoir des effets graves au bâti ou aux personnes jusqu’à 350 m, selon la nature du matériau transporté. Des dispositions d’urbanisme peuvent être préconisées en conséquence.

## Toponymie
Le nom de la localité est attesté sous les formes Senoncha [Castrum] au IXe siècle (polyptyque d'Irminon, p. 51), ; Senunchiae vers 1070 (Cartulaire Saint-Père-en-Vallée de Chartres, p. 126) ; Senonciae en 1134 (Cartulaire du Grand-Beaulieu) ;  [de] Senonchiis en 1271 ; Senonche le 3 décembre 1356 (Archives nationales-JJ 89, no 1, fol. 1) ; Senunches en 1391 (Archives départementales d'Eure-et-Loir-G, chapitre Saint-Martin de Tours) ; Senonche en février 1398 (Archives nationales-JJ 153, no 103, fol. 50) ; Senonches le janvier 1462 (Archives nationales-JJ 198, no 145, fol. 128) ; Senonches au XVIIIe siècle (Carte de Cassini) ; [Notre-Dame de] Senonches en 1736 (pouillé).
Du bas latin *Senonica sous-entendu villa « domaine rural ». Albert Dauzat y voit un nom d'homme gaulois Seno, ethnique (cf. Senones > Sens), suivi du suffixe -ica (à la fois gaulois et latin). Le nom de personne gaulois Seno n'est pas nécessairement ethnique, mais signifie simplement « Le Vieux » en gaulois (cf. nom de famille français Levieux), c'est un proche parent du latin senex, mais surtout du vieil irlandais sen, gallois / cornique hen « vieux », breton hen- (passage de s- à h- en brittonique). En outre, *Senonica (villa) se réfère sans doute davantage à un établissement de Senons, en tant que groupe ethnique, plutôt qu'à un individu, formation caractéristique du Bas Empire en -ica, comme Allemanche (Marne, Alemanche vers 1229) de *Allemanica « établissement d'Alamans ».
Homonymie avec Senonges (Vosges, Senongas Xe siècle).

## Histoire
Il n'y a pas de vestige plus ancien que le Moyen Âge, la morphologie du bourg avec sa rue centrale, ainsi que la boucle du hameau de Laudigerie font penser aux bourgades de défrichements si importants au XIe siècle. Les premières fortifications ont été faites de terre et sont encore visibles aujourd'hui à côté de la rue de l’École (parc de la pomme de Pin) et sous les remparts du château. Un reste de rempart est encore visible rue de Pontgouin, on suppose une porte chartraine jointe à une ancienne tour du manoir de Launay. Ce point stratégique en hauteur avait pour rôle de défendre la digue menant au centre du village et était surveillé par la tour du château. Plus tard, cette digue (devenue rue de Launay) a séparé deux étangs : Isle et Launay.
La première indication date du IXe siècle dans l'inventaire Polyptyque d'Irminon avec l'abbé de St-Germain des Prés, ou encore le pays de Thymerais qui entoure la ville de Senonches sous le nom de « Theodemerensis », cité dans une charte du prieuré de Saint-Martin de Chamars qui date du XIe siècle. Senonches sous le règne des seigneurs du Thymerais a toujours défendu la couronne de France, il fut intégré au siècle suivant dans le comté du Perche à la suite de la disparition de la baronnie de Châteauneuf-en-Thymerais au XIIIe siècle.
Le château a perdu depuis le début du XVIIe siècle toute importance militaire, chaque siècle a cependant modifié la structure et l’aspect du bourg. Jusqu’en 1525, Senonches a fait partie des possessions des comtes du Perche devenus ducs d’Alençon. Après 1525, à la suite de problèmes d’héritages complexes, Senonches est détaché du Perche, et tombe dans les possessions d’une maison d’origine italienne, les Gonzague-Mantoue, bientôt ducs de Nevers. En 1566, Brezolles et Senonches sont érigés en principauté de Mantoue par Charles IX au profit de Louis IV de Gonzague-Nevers époux d'Henriette de Clèves, duchesse de Nevers. Les armoiries de la ville datent d'ailleurs de cette époque. Elles sont « d’argent à une croix pattée de gueules, cantonnée de quatre aigles de sable membrées et becquées de gueules. Écu soutenu par deux rameaux de chêne passés en sautoir à leur naissance. Timbré d’une couronne murale ».
En 1654, Charles II de Mantoue vend la terre de Senonches et une partie de celle de Brezolles à François-Marie de Broglie, comte de Revel. Sa veuve les revend en 1667 à Henri Jules de Bourbon-Condé, duc d'Enghien. Il est appelé par courtoisie marquis de Senonches et de Brézolles
De cette époque datent les premiers témoignages écrits sur les forges, les fours à chaux et les verreries (Haron); et aussi les noms de deux de nos étangs: Badouleau était régisseur des ducs de Mantoue, et Loiseau était une famille alors influente (maître de forge en 1660).
De 1667 à la Révolution de 1789, Senonches est possédée par de grands seigneurs tels que les princes de Condé et les princes de Conti et enfin après 1770, le comte de Provence, frère de Louis XVI et futur roi Louis XVIII. Ces seigneurs résidaient peu au château de Senonches. Mais, sous leur impulsion ou celle de responsables locaux, beaucoup de transformations ont lieu :
- le château est agrandi ;
- le centre du bourg est modernisé de 1719 à 1747 ;
- les activités métallurgiques se développent tandis que les verreries disparaissent. Il y a alors une production massive de charbon de bois nécessaire à l'alimentation des fourneaux.

Au XXe siècle, comme tous les bourgs ruraux français, Senonches doit chercher des activités nouvelles. C'est là le développement des activités industrielles : les usines Rémy reprises plus tard par John Deere, la fabrication d’objets en étain (Étains du Manoir) pour la Ville-aux-Nonains, la MABEP devenue Senonches agricole, Catep, Eurofeu… Cependant, les fermetures des usines John Deere, des Étains du Manoir et de la gare, ont été des obstacles au développement de cette ville. Parallèlement, il faut faire face aux besoins grandissants de la population : construction d’habitations à bon marché (actuels HLM), de lotissements, d’écoles, d’un centre de secours et d’une nouvelle mairie.
La réunion, en 1972, des communes de Senonches avec celles de Tardais et de La Ville-aux-Nonains a été réalisée sous le nom de Senonches.

## Politique et administration

La communauté de communes des Forêts du Perche en Eure-et-Loir, 2018.

### Tendances politiques et résultats

#### Élection municipale de 2020
- Maire sortant : Xavier Nicolas
- 23 sièges à pourvoir au conseil municipal (population légale 2017 : 3 087 habitants)
- 11 sièges à pourvoir au conseil communautaire (communauté de communes des Forêts du Perche)

|                          | Xavier Nicolas * |                | 608   | 100,00 | 23 | 11 |  |  |
|                          |                  |                |       |        |    |    |  |  |
| Inscrits                 | Inscrits         | Inscrits       | 2 233 | 100,00 |    |    |  |  |
| Abstentions              | Abstentions      | Abstentions    | 1 536 | 68,79  |    |    |  |  |
| Votants                  | Votants          | Votants        | 697   | 31,21  |    |    |  |  |
| Blancs et nuls           | Blancs et nuls   | Blancs et nuls | 89    | 3,99   |    |    |  |  |
| Exprimés                 | Exprimés         | Exprimés       | 608   | 27,23  |    |    |  |  |
| * Liste du maire sortant |                  |                |       |        |    |    |  |  |

La totalité des sièges est pourvue lors de ce premier tour par la liste unique conduite par Xavier Nicolas.

### Liste des maires
| Période | Période  | Identité         | Étiquette | Qualité |
| ------- | -------- | ---------------- | --------- | --- |
| 1945    | 1953     | Roger Vinceneux  |           | |
| 1953    | 1963     | Raymond Fournier | PRRS      | |
| 1963    | 1967     | Albert Rémy      |           | |
| 1967    | 2001     | Jean Grandon     | DVD       | Agriculteur - Sénateur (1989-1998) |
| 2001    | En cours | Xavier Nicolas,  | LR        | Pharmacien Président de la communauté de communes des Forêts du Perche (2003 → ) Conseiller Régional (2015 → ) Conseiller général du canton de Senonches (2001-2015) Vice-président du conseil général d'Eure-et-Loir (2001-2015) Conseiller départemental du canton de Saint-Lubin-des-Joncherets (depuis 2021) |

### Intercommunalité
Depuis 2017, Senonches est le siège de la communauté de communes des Forêts du Perche, la dixième d'Eure-et-Loir par sa population, environ 8 000 habitants (2015). En 2018, la communauté regroupe 15 communes, et le maire, Xavier Nicolas, est le président de la communauté de communes.

### Politique environnementale
Dans son palmarès 2016, le Conseil National des Villes et Villages Fleuris de France a attribué deux fleurs à la commune au Concours des villes et villages fleuris.

### Jumelages
| Ville | Ville      | Pays | Pays      | Période     |
| ----- | ---------- | ---- | --------- | ----------- |
|       | Battenberg |      | Allemagne | depuis 1979 |

## Population et société

### Démographie
L'évolution du nombre d'habitants est connue à travers les recensements de la population effectués dans la commune depuis 1793. Pour les communes de moins de 10 000 habitants, une enquête de recensement portant sur toute la population est réalisée tous les cinq ans, les populations de référence des années intermédiaires étant quant à elles estimées par interpolation ou extrapolation. Pour la commune, le premier recensement exhaustif entrant dans le cadre du nouveau dispositif a été réalisé en 2005.

En 2022, la commune comptait 3 013 habitants, en évolution de −2,52 % par rapport à 2016 (Eure-et-Loir : −0,23 %, France hors Mayotte : +2,11 %).
| 1793  | 1800  | 1806  | 1821  | 1831  | 1836  | 1841  | 1846  | 1851  |
| ----- | ----- | ----- | ----- | ----- | ----- | ----- | ----- | ----- |
| 1 775 | 1 836 | 1 827 | 1 911 | 1 980 | 1 954 | 1 973 | 2 086 | 2 108 |

| 1856  | 1861  | 1866  | 1872  | 1876  | 1881  | 1886  | 1891  | 1896  |
| ----- | ----- | ----- | ----- | ----- | ----- | ----- | ----- | ----- |
| 2 038 | 2 085 | 2 081 | 1 946 | 1 974 | 1 967 | 2 144 | 1 975 | 1 970 |

| 1901  | 1906  | 1911  | 1921  | 1926  | 1931  | 1936  | 1946  | 1954  |
| ----- | ----- | ----- | ----- | ----- | ----- | ----- | ----- | ----- |
| 1 983 | 1 901 | 1 828 | 1 610 | 1 684 | 1 758 | 1 683 | 1 943 | 2 062 |

| 1962  | 1968  | 1975  | 1982  | 1990  | 1999  | 2005  | 2006  | 2010  |
| ----- | ----- | ----- | ----- | ----- | ----- | ----- | ----- | ----- |
| 2 619 | 2 972 | 3 466 | 3 407 | 3 171 | 3 143 | 3 203 | 3 232 | 3 148 |

| 2015  | 2020  | 2022  | - | - | - | - | - | - |
| ----- | ----- | ----- | - | - | - | - | - | - |
| 3 092 | 3 005 | 3 013 | - | - | - | - | - | - |

### Enseignement
- Multi-accueil enfants de 4 mois à 4 ans (crèche "Les Lutins")
- École maternelle des Vallées
- École primaire Sainte-Marie, établissement privé sous contrat
- École élémentaire Jacques-Yves Cousteau
- Maison des jeunes
- Accueil de Loisirs
- École de musique du Perche senonchois
- Cinéma numérique (3D)

### Manifestations culturelles et festivités
- La traditionnelle fête de la Saint-Cyr, qui a lieu le 3e weekend de juin, est un grand moment de rassemblement. Animations, musique, expositions, ces activités ludiques et culturelles surprennent le spectateur dans les rues de la ville.
- Le cinéma « l'Ambiance », typique des années 1950 avec son balcon, classé à l'inventaire supplémentaire des monuments historiques, restauré en 2003 la salle est très agréable et confortable ; bonne programmation (avant-premières, films club, et une sortie nationale par semaine) ; relâche le jeudi. Permet également l'accueil de conférences grâce à son équipement numérique.
- Médiathèque de la communauté de communes du Perche senonchois, hébergée au sein de la Mairie, en relation avec la bibliothèque départementale de prêt.
- Associations culturelles : arts plastiques, chiffres et lettres, collectionneurs, fêtes du Perche senonchois, jardins familiaux, jumelage, les amis de la forêt, les amis du château, harmonie...
- L'Association culturelle du Senonchois regroupe quatre sections : le groupe d'Histoire Locale, le club Photos, l'Atelier Vidéo et de découverte culturelle « Tous en Scène », l'organisation de visites dans des musées, spectacles et sites historiques.
- Les Sabots du Perche senonchois, groupe de marche adhérent à la Fédération française de la randonnée pédestre.

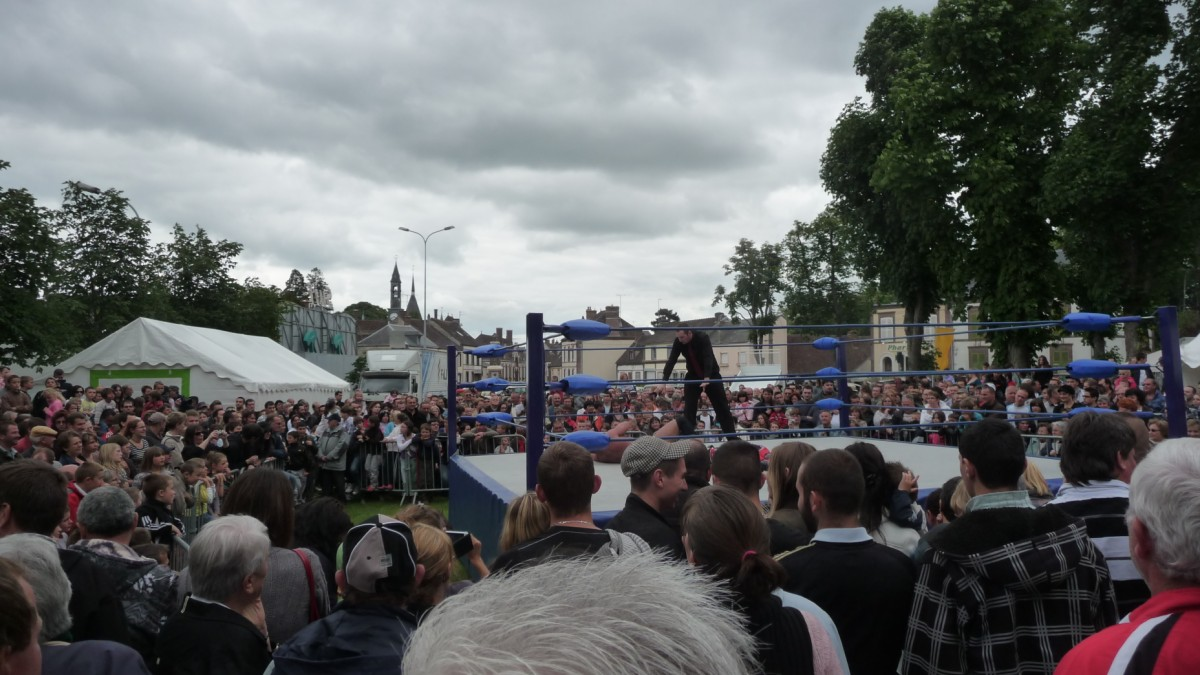
Combat de catch gratuit.
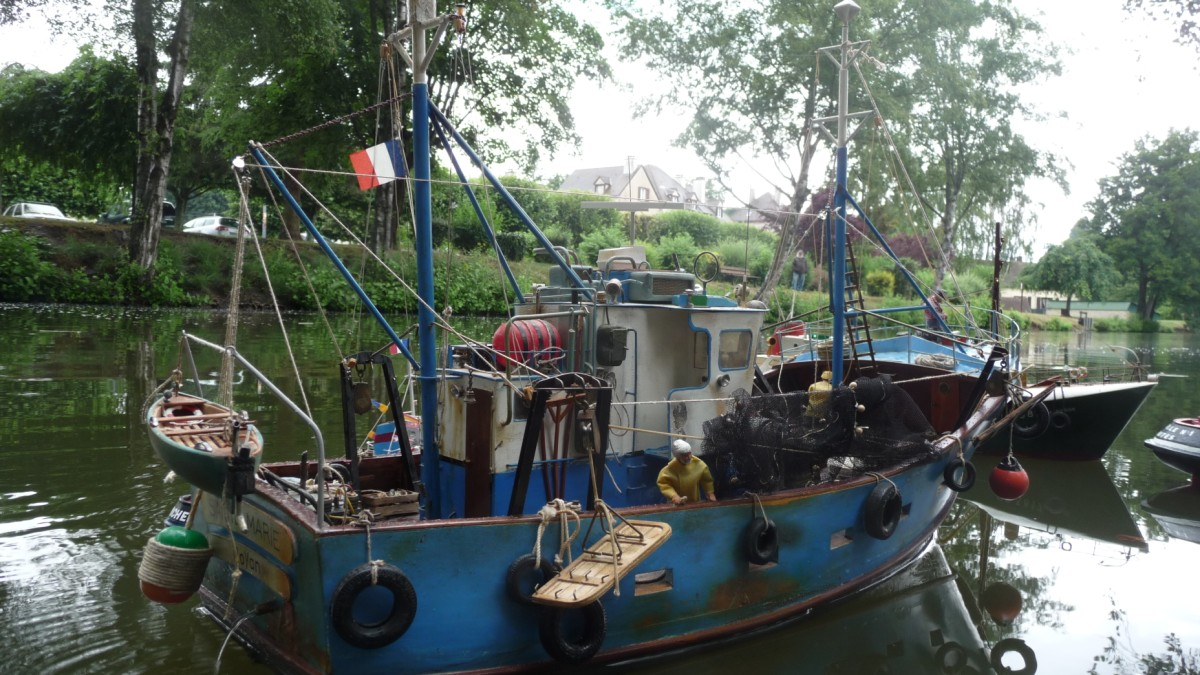
Modélisme naval du 14-Juillet.
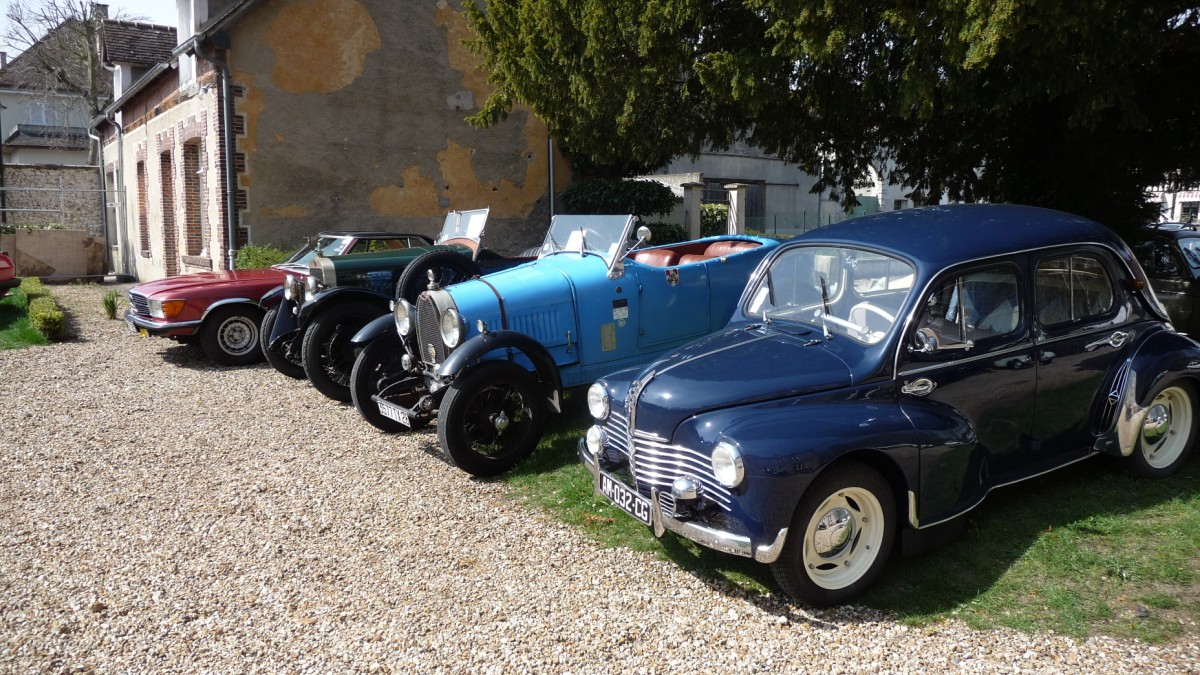
Exposition d'automobiles anciennes.

### Sports
- Associations sportives : danse, gymnastique, football, pêche, randonnée pédestre, cyclotourisme, VTT.

L'Union Sportive du Perche senonchois (U.S.P.S.), association créée en 1946, regroupe badminton, basket, escrime, handball, tennis, tennis de table, tir à l'arc et yoga.
- Centre équestre[39]
- Équipements : gymnase, dojo, terrains de football, courts de tennis, parcours sportif.

## Économie

### Tourisme
La ville détient, par son environnement et son accueil, le label « Station Verte » :
- Senonches est entourée par la forêt domaniale la plus grande du département, royaume des chênes et hêtres. Ses arbres remarquables sont à découvrir à pied ou à vélo, dont le « chêne fauteuil et « les trois frères » ;

- Sur la route de Longny, après la forêt, le bocage du Perche est préservé ;
- Les petits étangs et canaux de Senonches sont des lieux de promenade et de découverte.

#### Équipements
- L'Office de Tourisme, regroupant les secteurs de Senonches et de La Ferté-Vidame est installé dans les locaux du château[40] ;
- Piscine en plein air (ouverte en juillet et août), fermée depuis 2015.

La commune a étoffé sa structure d'accueil touristique en accueillant un centre « Huttopia », concept d'hébergement préservant la nature, ouvert en juillet 2009. Ce centre est la première construction ex nihilo de la marque.

### Énergie
L'aéroport militaire de Dreux-Louvilliers-lès-Perche, ancienne base de l'United States Air Forces in Europe limitrophe de Senonches, a été transformé en une centrale solaire photovoltaïque en 2012.

### Autres secteurs d'activité
- PME-PMI : mécanique de précision, matériel d'incendie, intégration informatique, mobilier d'entreprise.
- Artisanat : décorateur, tapissier, rénovation bâtiment, entretien parcs et jardins, etc. ; un menuisier fabrique du mobilier d'extérieur en robinier faux acacia (dit « Teck du Perche »)
- Commerce : boulangeries, boucher, couture, coworking[41], habillement, restauration, fleuriste, banques et assurances, agences immobilières, garagistes, et une moyenne surface. 
 Le marché hebdomadaire se tient chaque vendredi matin en centre-ville avec de nombreux commerçants. Il est particulièrement fréquenté en saison.
- Services à la personne par l'Aide à Domicile en Milieu Rural (ADMR) et Service d'Aide à Domicile Schweitzer (SADS).

## Culture locale et patrimoine
Senonches réunit quatre édifices classés ou inscrits au titre des monuments historiques, dont un cinéma et une ancienne école, ainsi qu'un patrimoine forestier remarquable.

### Patrimoine religieux

#### Église Notre-Dame
Inscrit MH (1927)
L'église Notre-Dame, dont le clocher du XIIe siècle est inscrit au titre des monuments historiques par arrêté du 4 février 1927, a été remaniée au XVIe siècle.
L’église Notre-Dame de Senonches est située sur les fondations d’une ancienne abbaye. Au XIIe siècle Hugues II, seigneur de Châteauneuf, après la construction du château, la restaure et y ajoute une tour transformant ainsi l’abbaye en église fortifiée, intégrée au système de défense de la ville. La tour est utilisée en tant que poste d’observation et de défense.
Grâce à ses contreforts, doubles à chaque angle, ses dix-huit fenêtres, sa tourelle et ses trente-deux regards, l’église peut supporter un véritable siège et protéger un millier de personnes. L’église en elle-même est bâtie en pierres de grison, silex et briques plates. Elle renferme une grande nef terminée par un chœur. La petite nef se divise en deux bas côtés par la ligne des piliers.
L’église appartient aux bénédictins de abbaye Saint-Père-en-Vallée jusqu’en 1776. Au XIXe siècle, la tour est coiffée d’un clocher et d’une horloge. En 1927, le clocher du XIIe siècle est inscrit au titre de monument historique par arrêté du 4 février 1927.
Le 16 juin 1940, jour de fête de la saint Cyr, les combats et les bombardements de la Seconde Guerre mondiale endommagent l’église et son clocher, avec une rapide remise en état après guerre. L'un des vitraux, « offert par les paroissiens en souvenir du bombardement du 16 juin 1940 » commémore cet outrage.
À partir de 2003, la commune de Senonches, aidée par le conseil départemental d'Eure-et-Loir, entreprend d’importants travaux de restauration dans le cadre de la préservation et de la mise en valeur du patrimoine. Deux cloches ont été préservées, la première est signée par le fondeur Rosier en 1804, la seconde, « la Marie Prudence » est une pièce de 1160 livres, créée par Osmond, un fondeur du roi en 1827. Deux des premières cloches de l’église, bénies le 24 septembre 1777 ont été brisées sous la Révolution. Le maître autel, construit par M. Bersand de Paris, est consacré en 1863.
Dans l’église est présentée une œuvre majeure du peintre baroque vénitien Federico Bencovich, réalisée entre 1710 et 1716 : Saint André parmi les Saints Bartholomé, Carlo Borromeo, Lucie et Apollonie.

L’église Notre-Dame
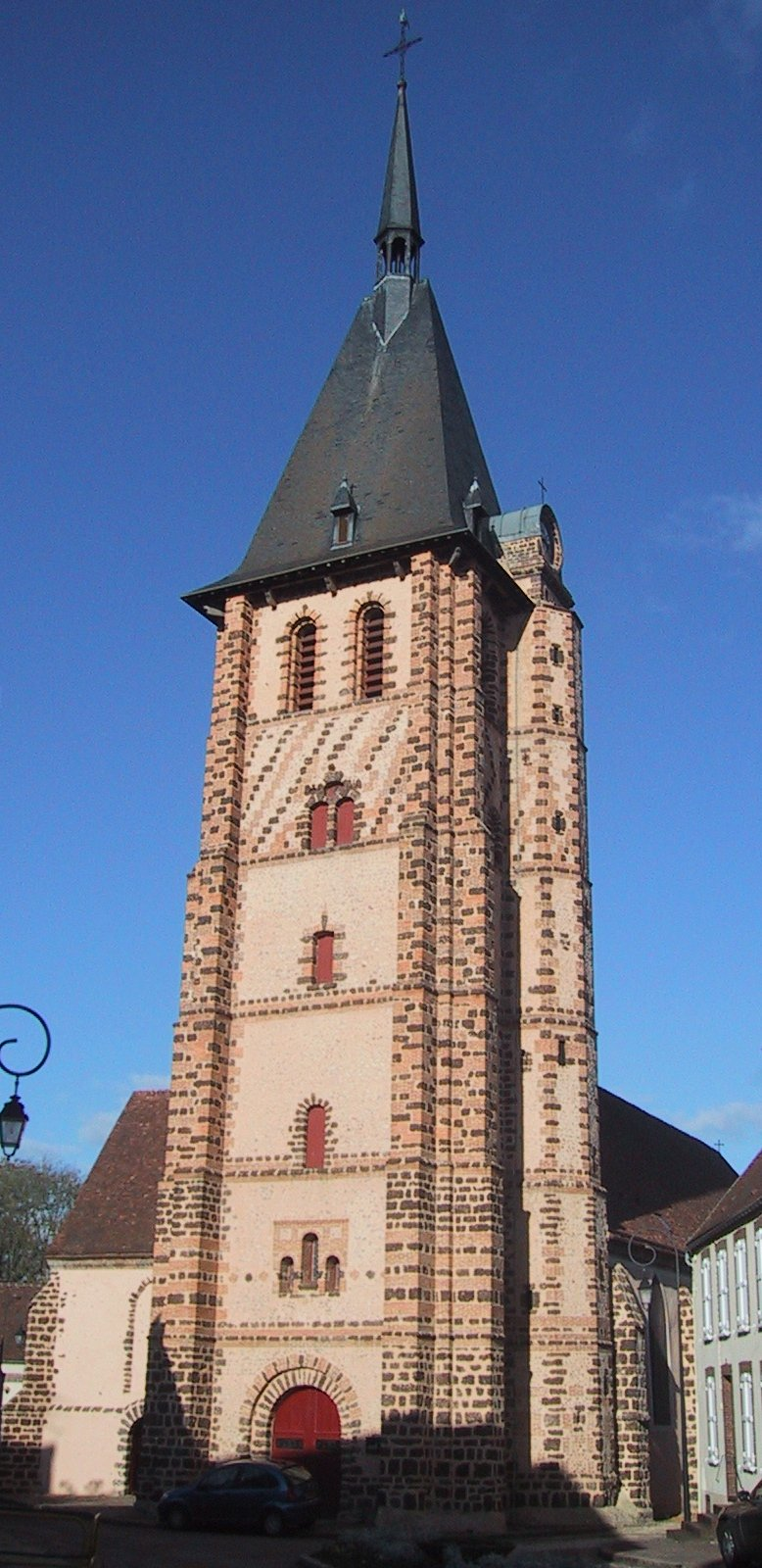
Église Notre-Dame.
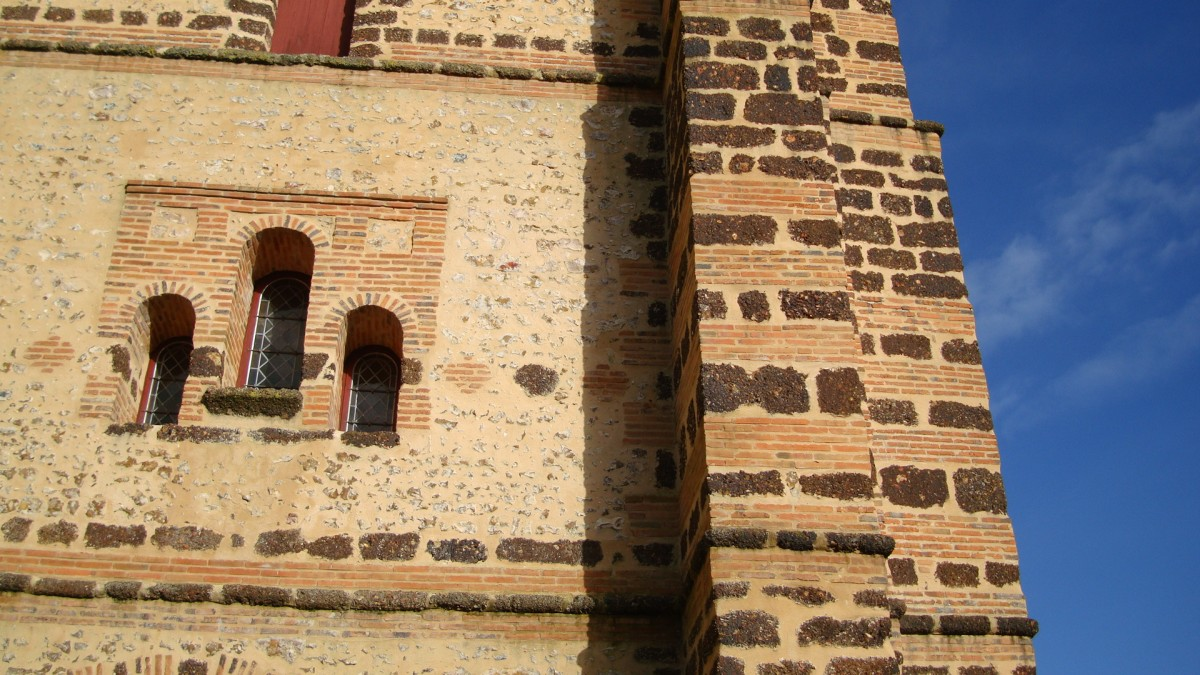
Détail du clocher de l'église Notre-Dame.
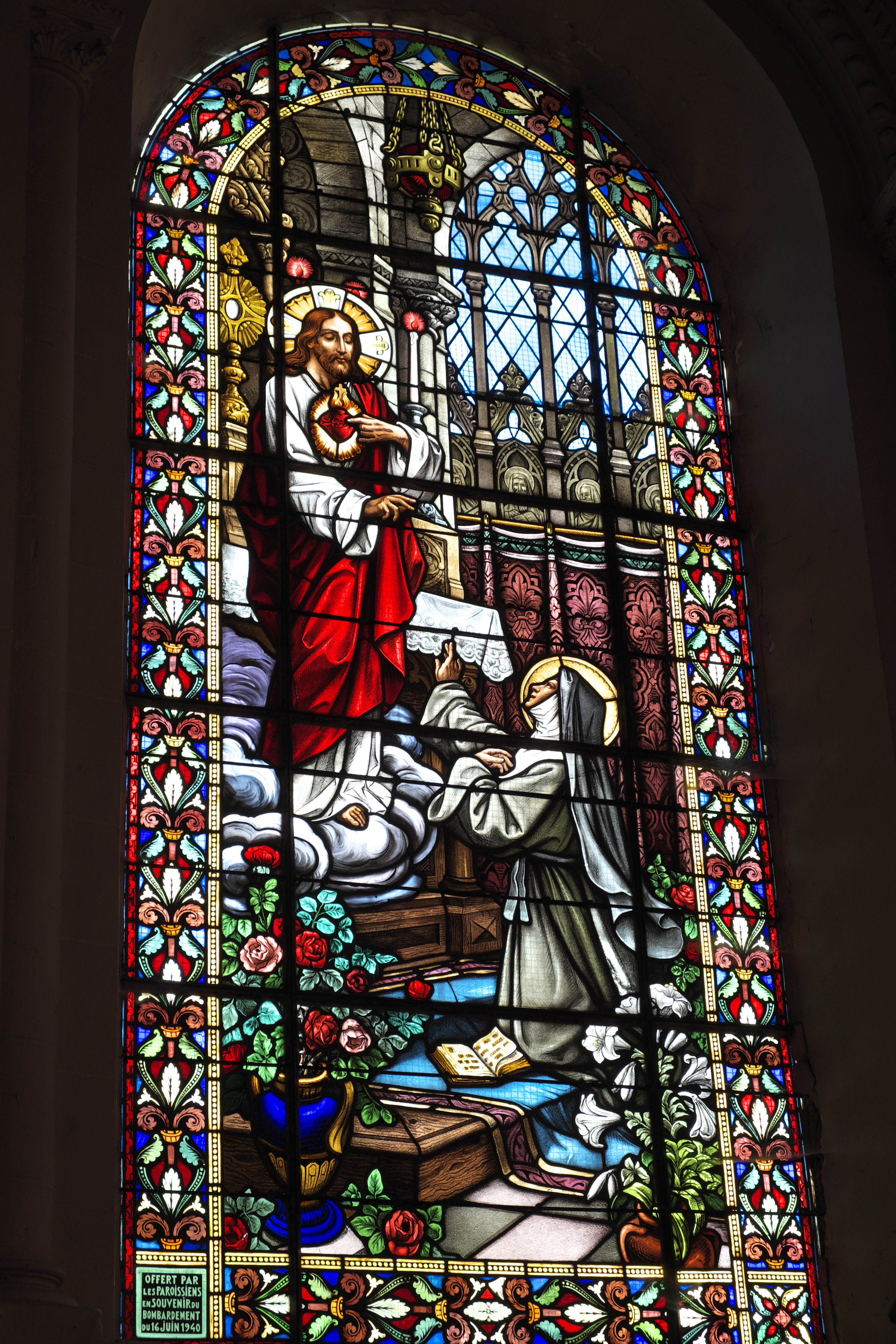
Vitrail en souvenir du 16 juin 1940.
Saint André par Federico Bencovich.

#### Église Saint-Pierre
Elle est située dans l'ancienne commune de la Ville-aux-Nonains.
De chaque côté du chœur, l'édifice est orné de deux verrières décoratives du XIXe siècle en rinceaux et cages à mouches. Les autres baies de l'église sont de simples fenêtres en bois et petits carreaux, ou des verres ordinaires montés sur une ancienne serrurerie de vitraux.

L'église Saint-Pierre de la Ville-aux-Nonains
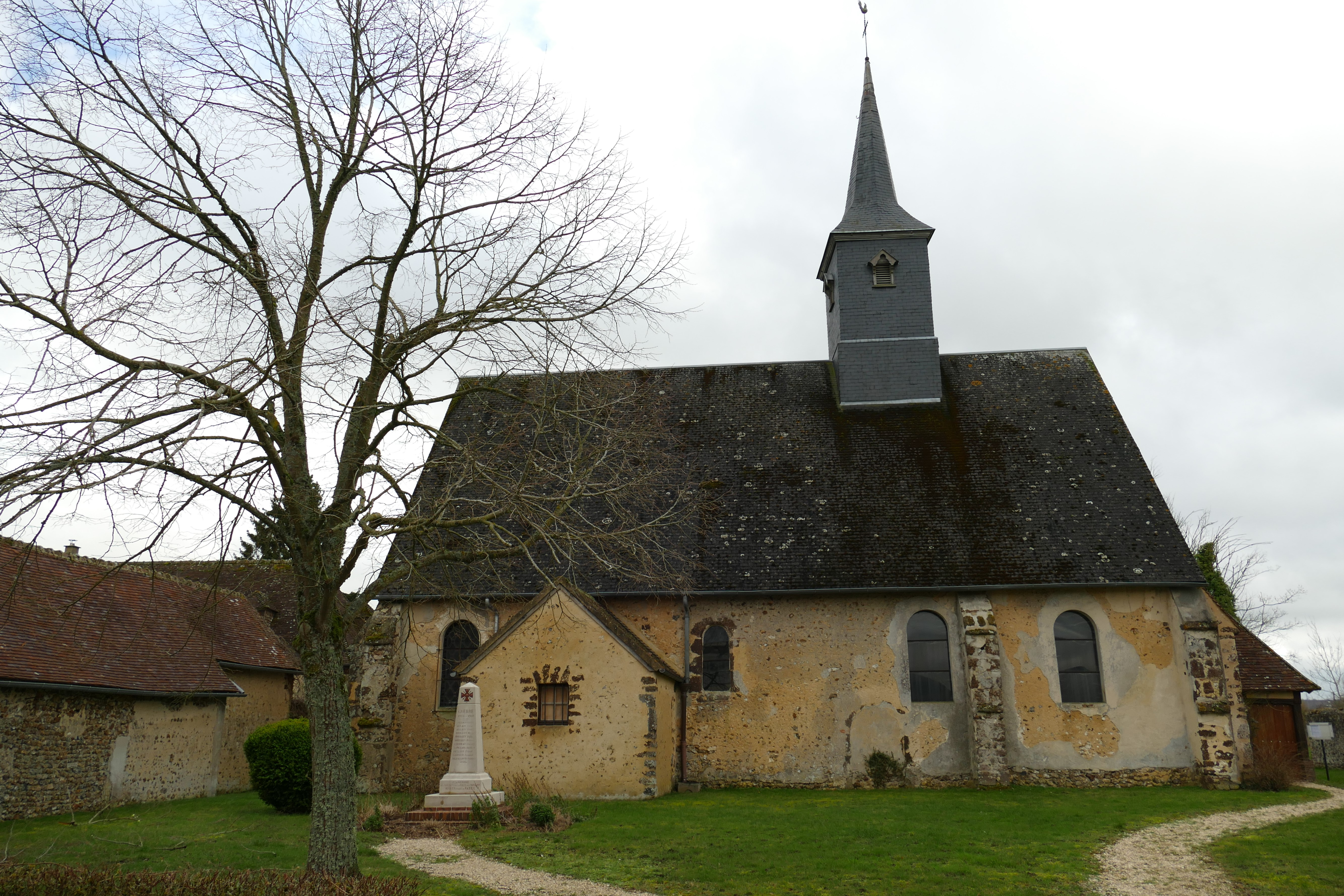
Façade nord de l'église Saint-Pierre.
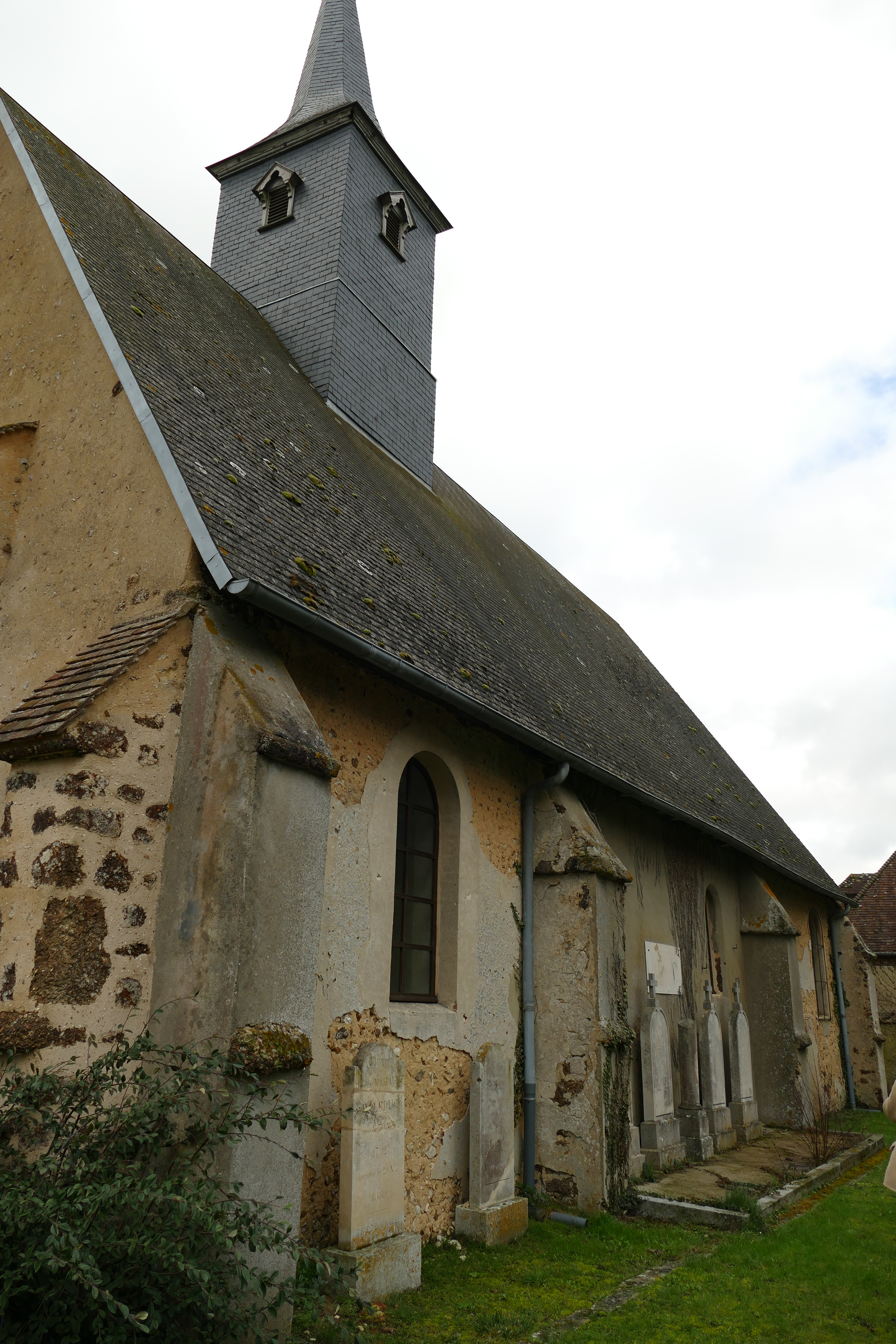
Façade sud.
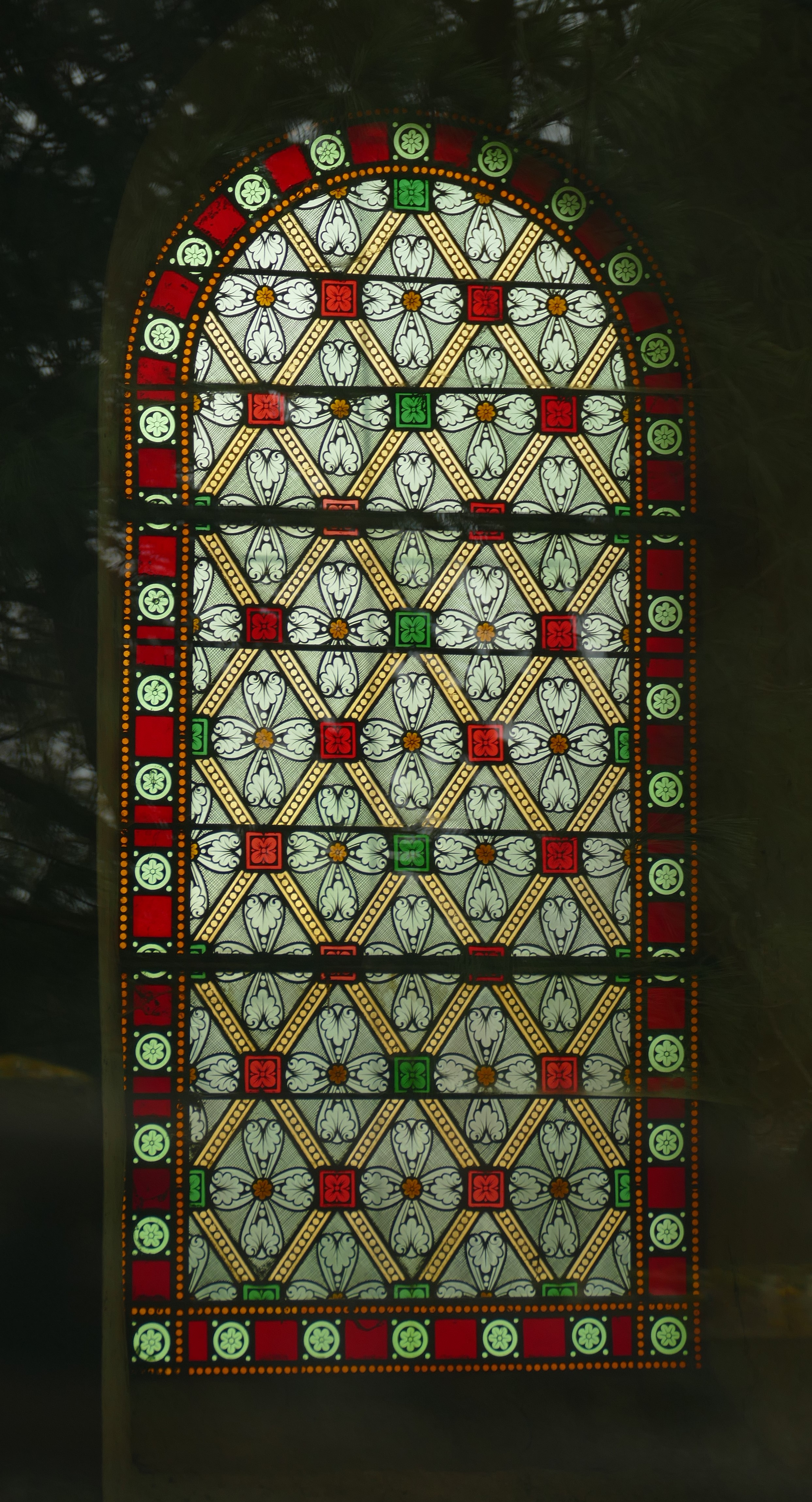
Baie n°1, côté nord.

#### Église Saint-Maurice

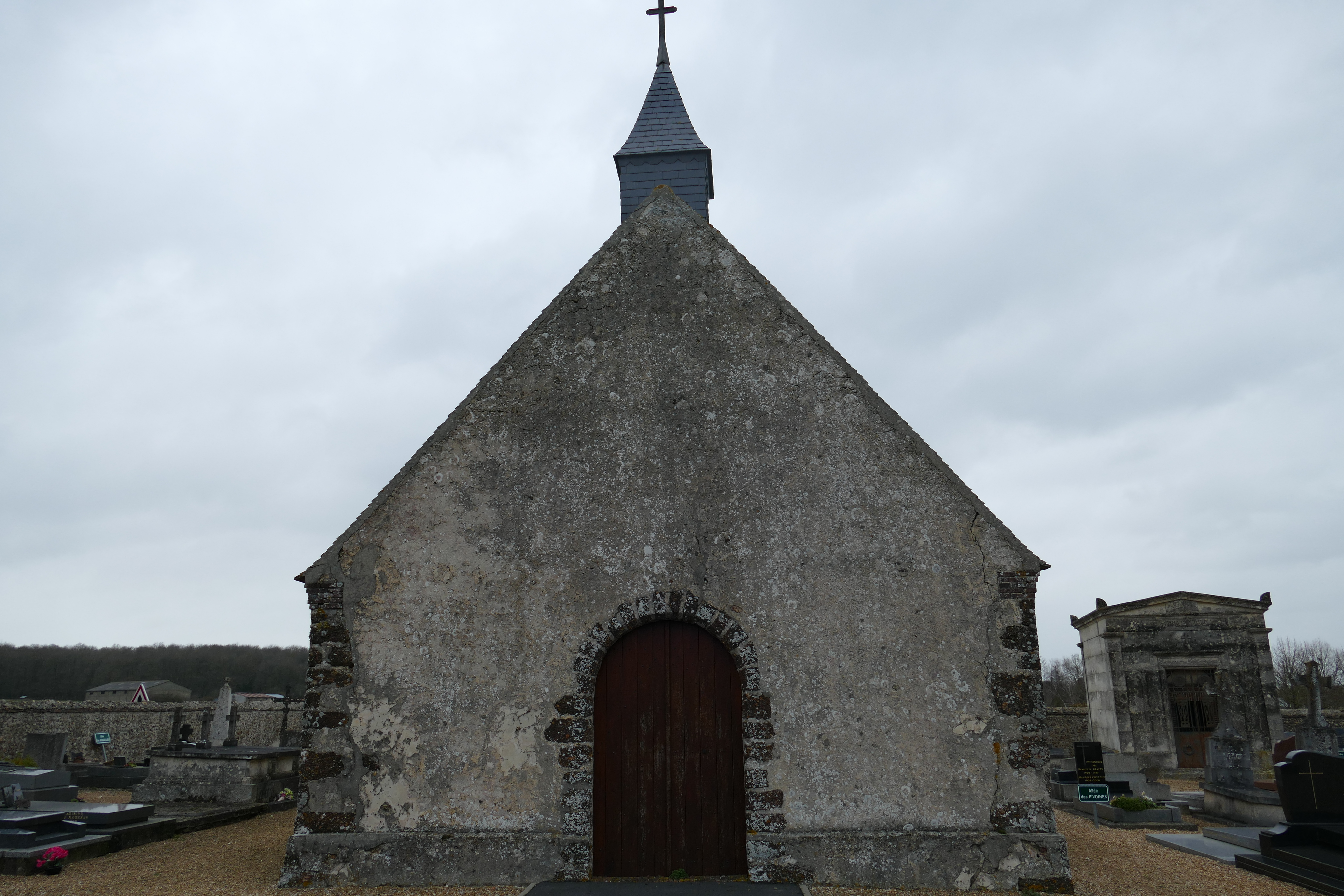
La chapelle Saint-Cyr

L'église est située dans l'ancienne commune de Tardais. Elle est ornée de vitraux en dalles de verre.

L'église Saint-Maurice de Tardais
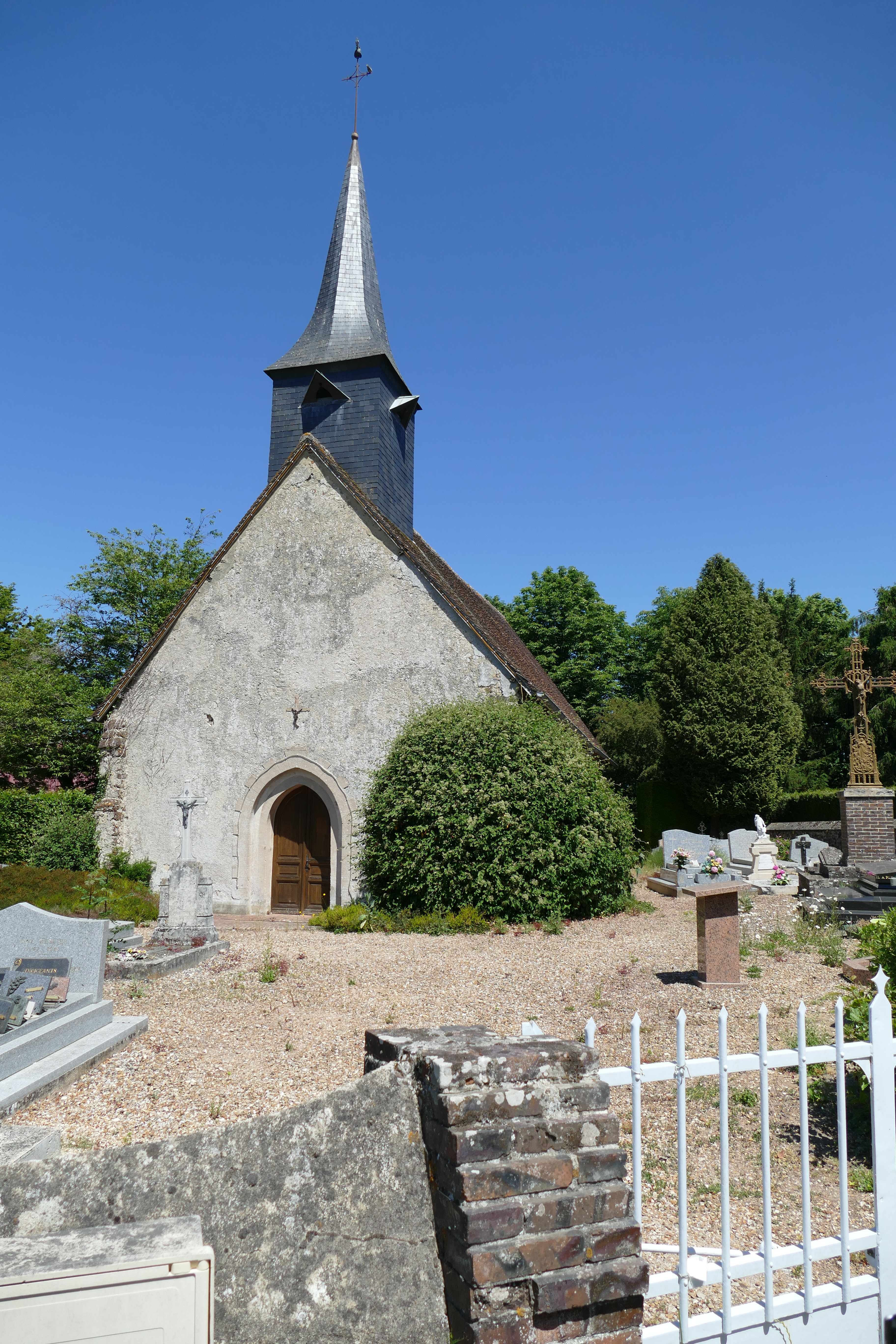
Façade ouest.
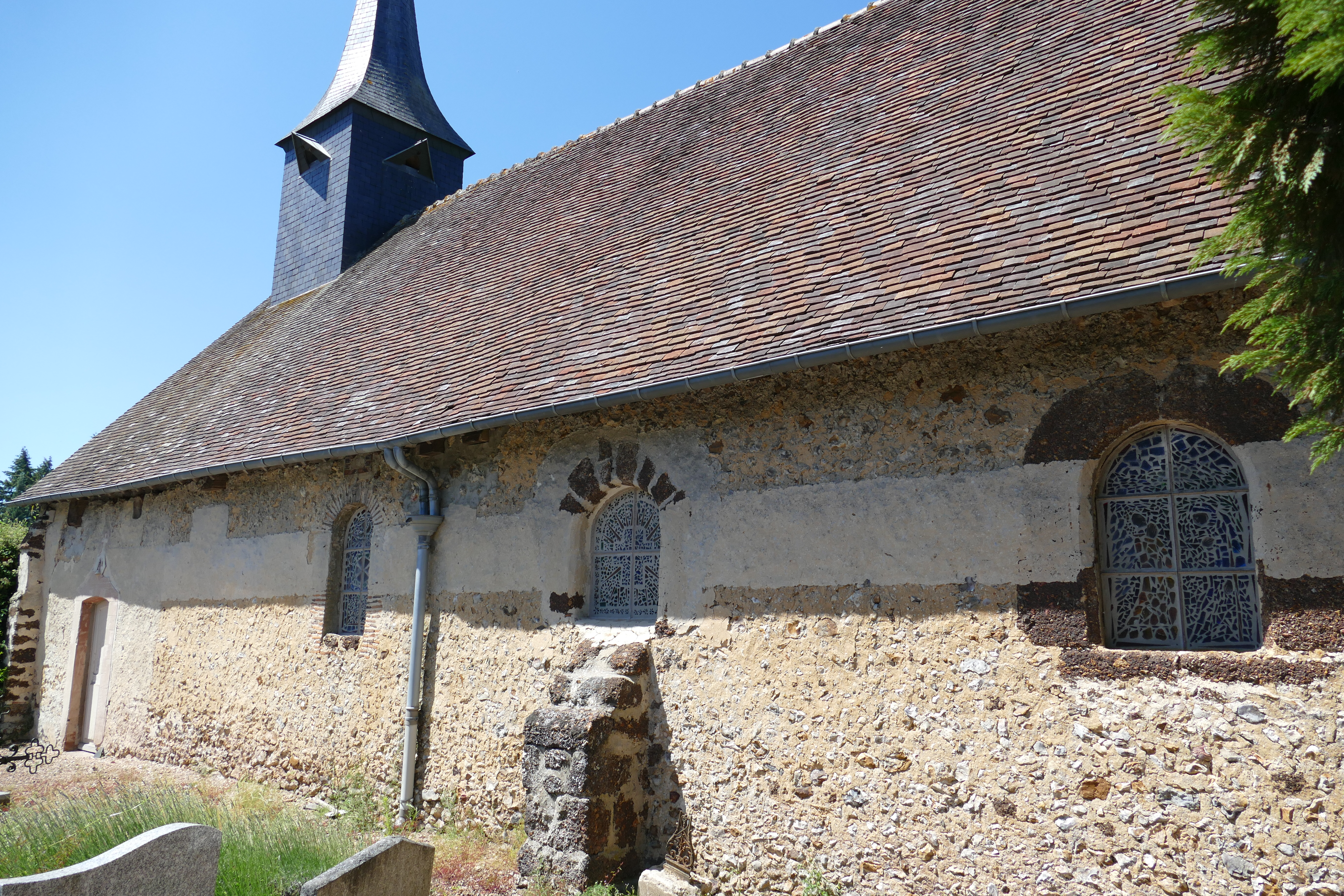
Façade sud.
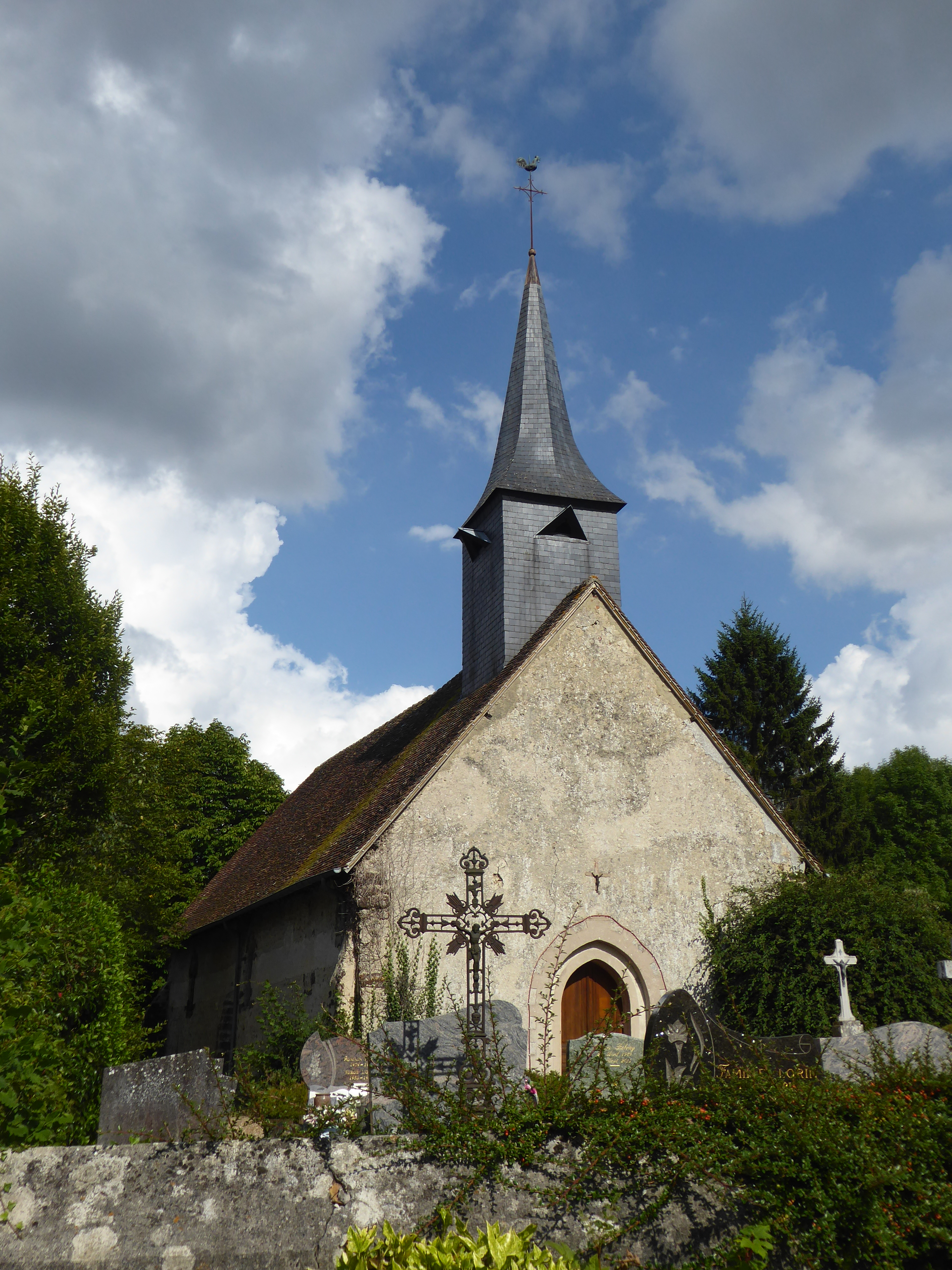
Façades nord et ouest.

#### Chapelle Saint-Cyr
La chapelle Saint-Cyr, située dans le cimetière de Senonches et propriété de la commune, n'est plus utilisée en 2020.

### Patrimoine civil

#### Château

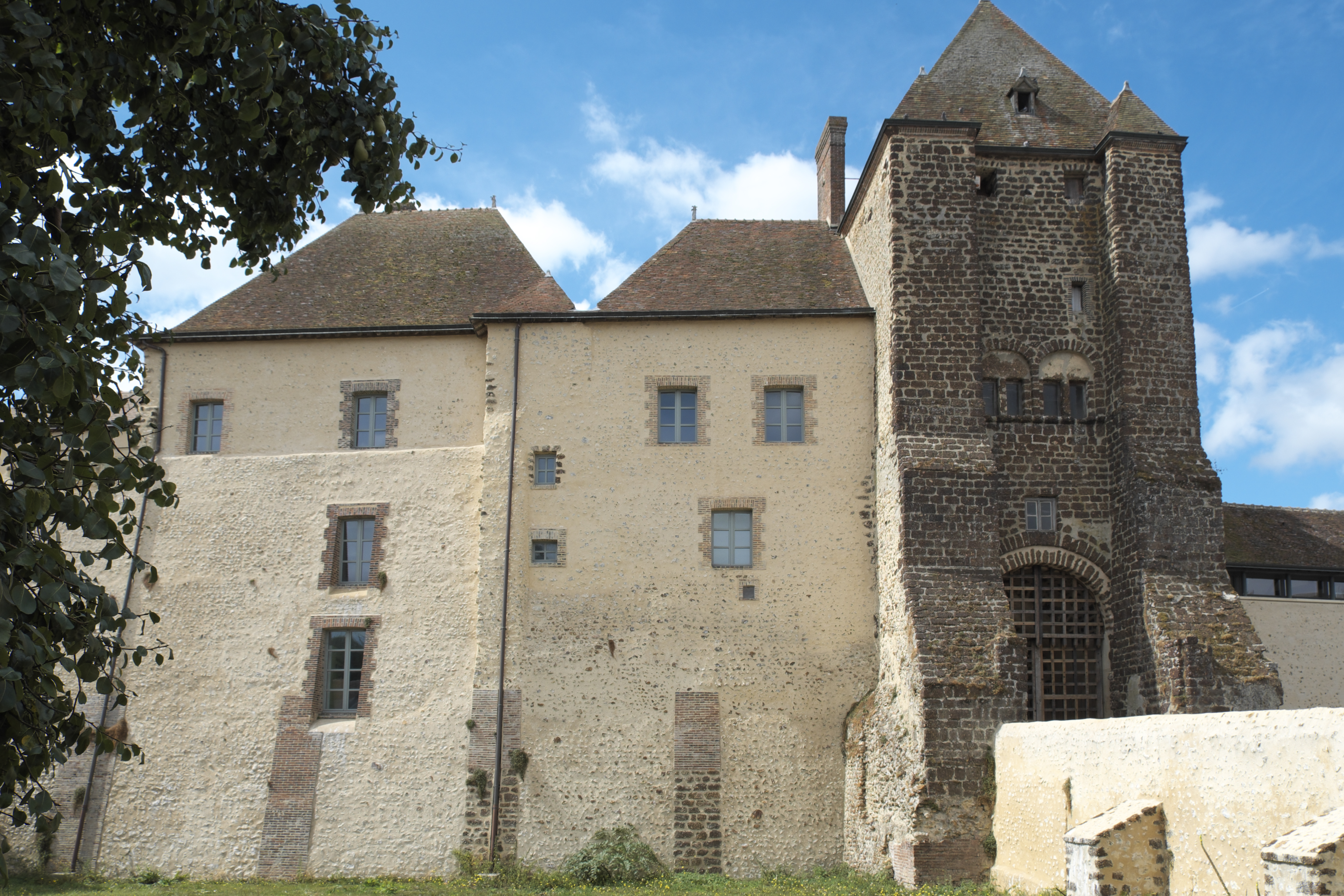
Le château de Senonches.

Classé MH (1923),  Inscrit MH (1984).

#### Ancienne école
Inscrit MH (1985)

L'ancienne école, aujourd'hui hôtel de ville de Senonches et siège de la communauté de communes des Forêts du Perche, est achetée par la ville en 1883 à Eugène Tastemain, marchand de chaux, afin d'y établir une école de filles, un pensionnat de jeunes filles et une salle d'asile de 120 places. Elle est datée d'avant 1767, année où elle est mentionnée dans un acte de succession.
La maison est transformée en hôpital militaire pendant la guerre de 14-18. Sa rénovation date de 1968, elle abrite la médiathèque, les bureaux de la Communauté de Communes des Forêts du Perche, l’école de musique, …
Elle est inscrite au titre des monuments historiques par arrêté du 20 décembre 1985.

L'ancienne école, devenue mairie
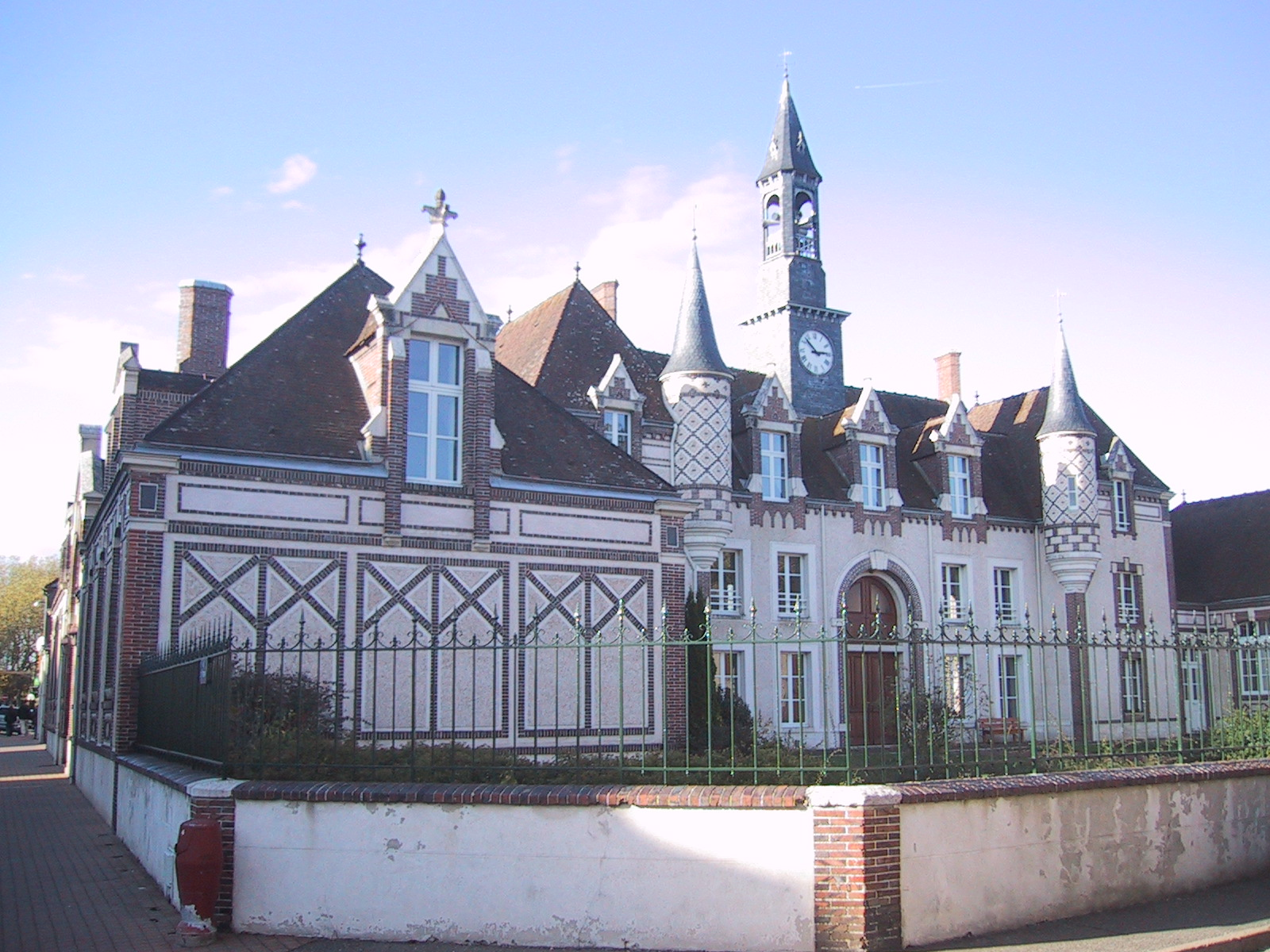
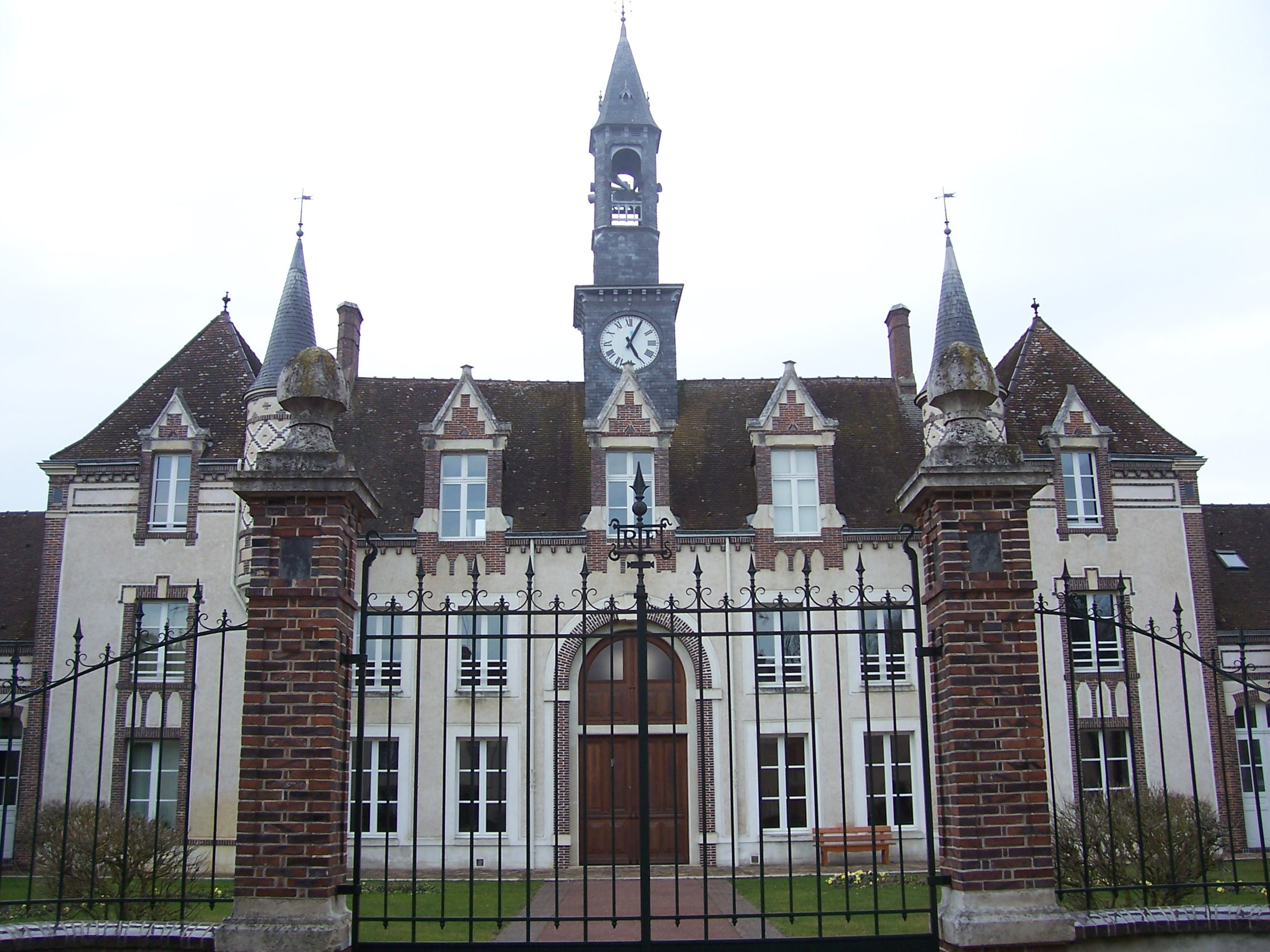
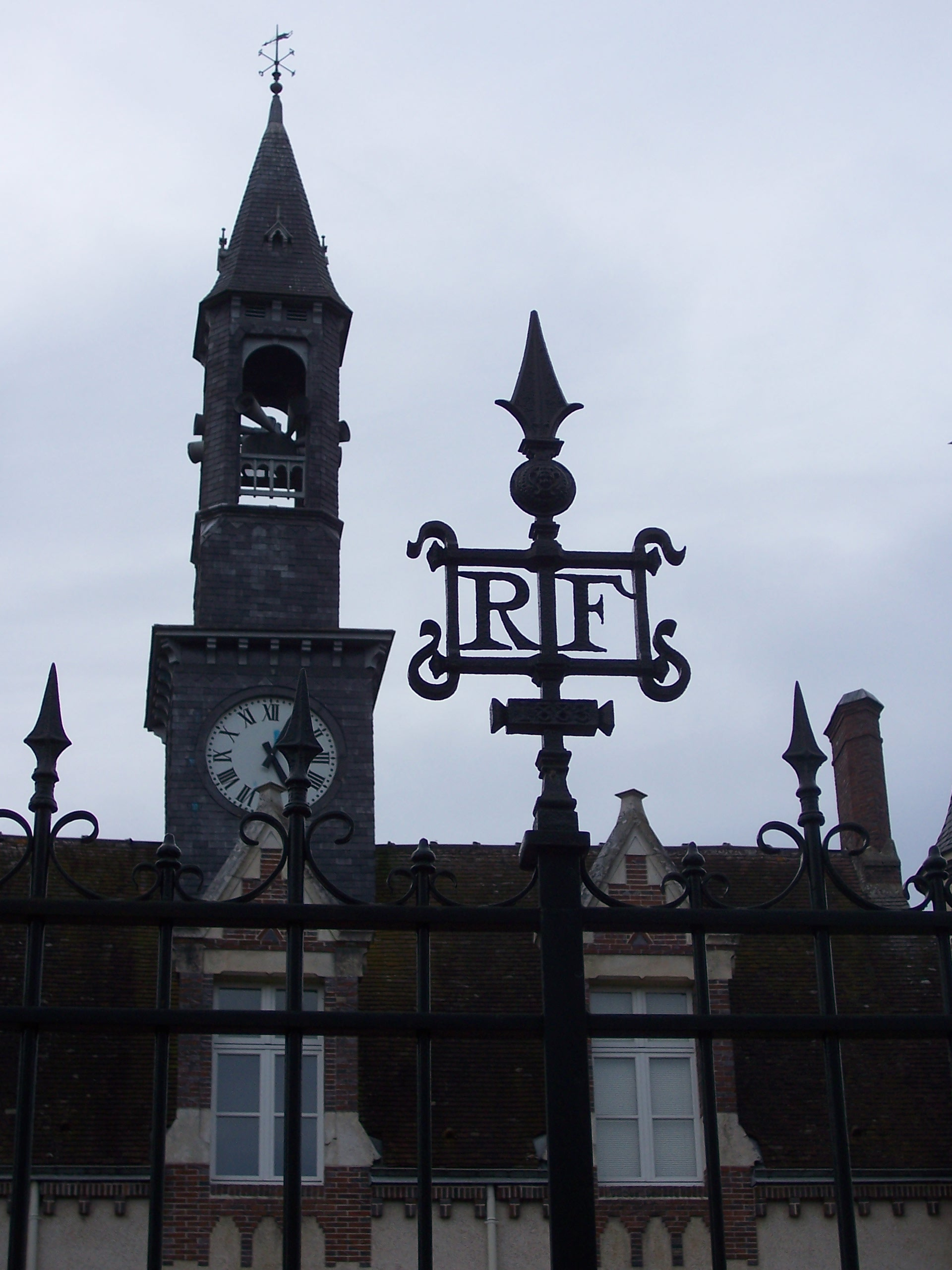

#### Cinémal'Ambiance
Inscrit MH (2003).

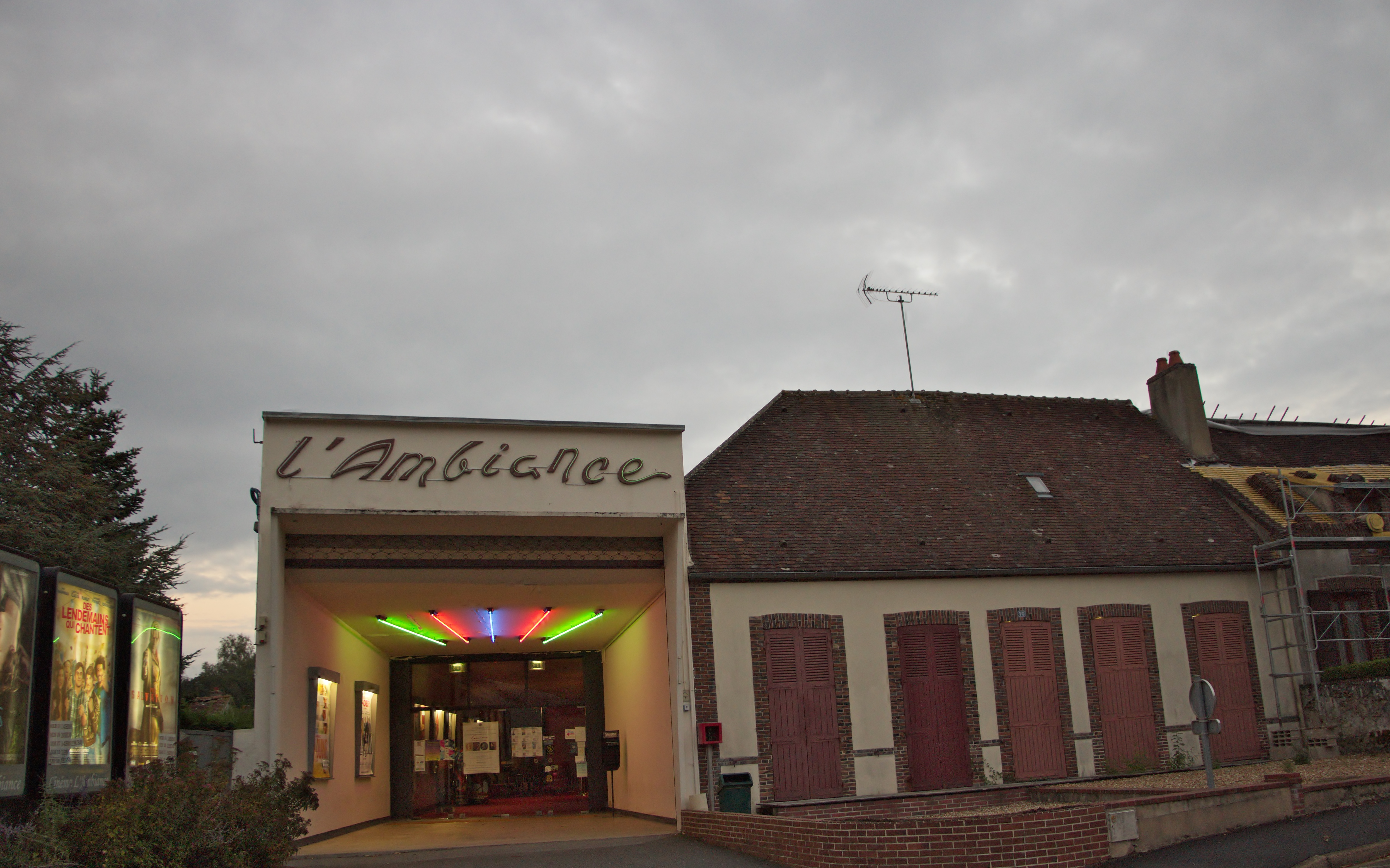
Cinéma l'Ambiance

Le cinéma l'Ambiance, datant de 1957, est inscrit au titre des monuments historiques depuis le 16 juin 2003,.

#### Château de Tardais
Tardais comptait autrefois un château-fort appartenant à la seigneurie de Tardais, sûrement détruit à la même époque que le château originel de Senonches dont il était un poste avancé. La ferme attenante conserve une grange et de vieilles murailles datant du XIIe siècle, comme le château-fort. Le château de Tardais actuel fut bâti au XIXe.[réf. nécessaire]

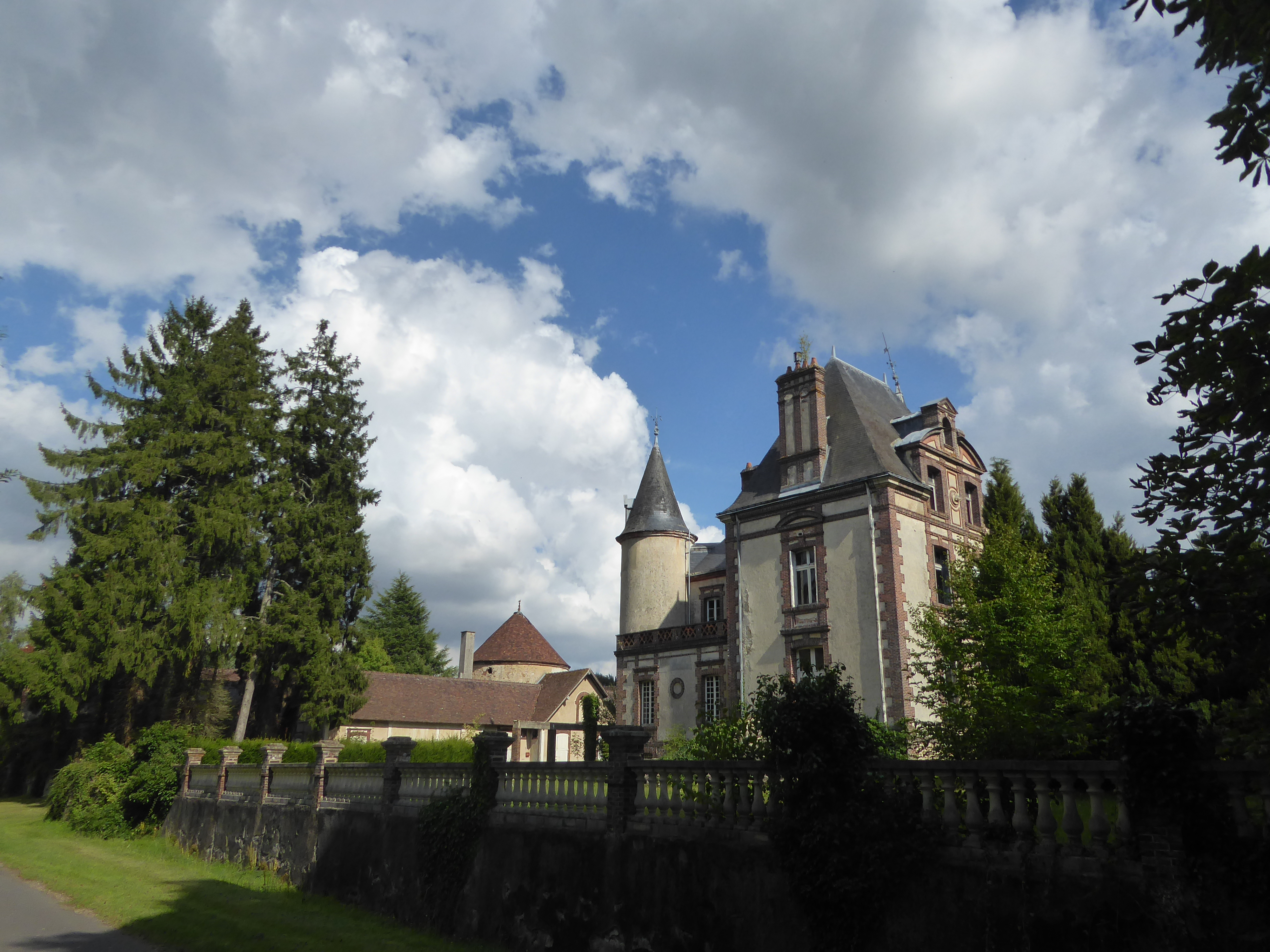
Château de Tardais.

Le château de Tardais est une propriété privée non visitable ; la ferme attenante au château propose un gîte avec salle de réception.

#### Divers
- Les fours à chaux et le haut fourneau à Boussard (XVIIIe siècle) se visitent pendant les journées du patrimoine.
- Le relais de chasse (actuel bâtiment administratif du collège de la Loge des Bois) et les lavoirs datent du XIXe siècle.

### Patrimoine naturel
- Les lacs Arthur-Rémy, labellisé « Pêche famille »[47], et Badouleau ;
- La forêt domaniale.

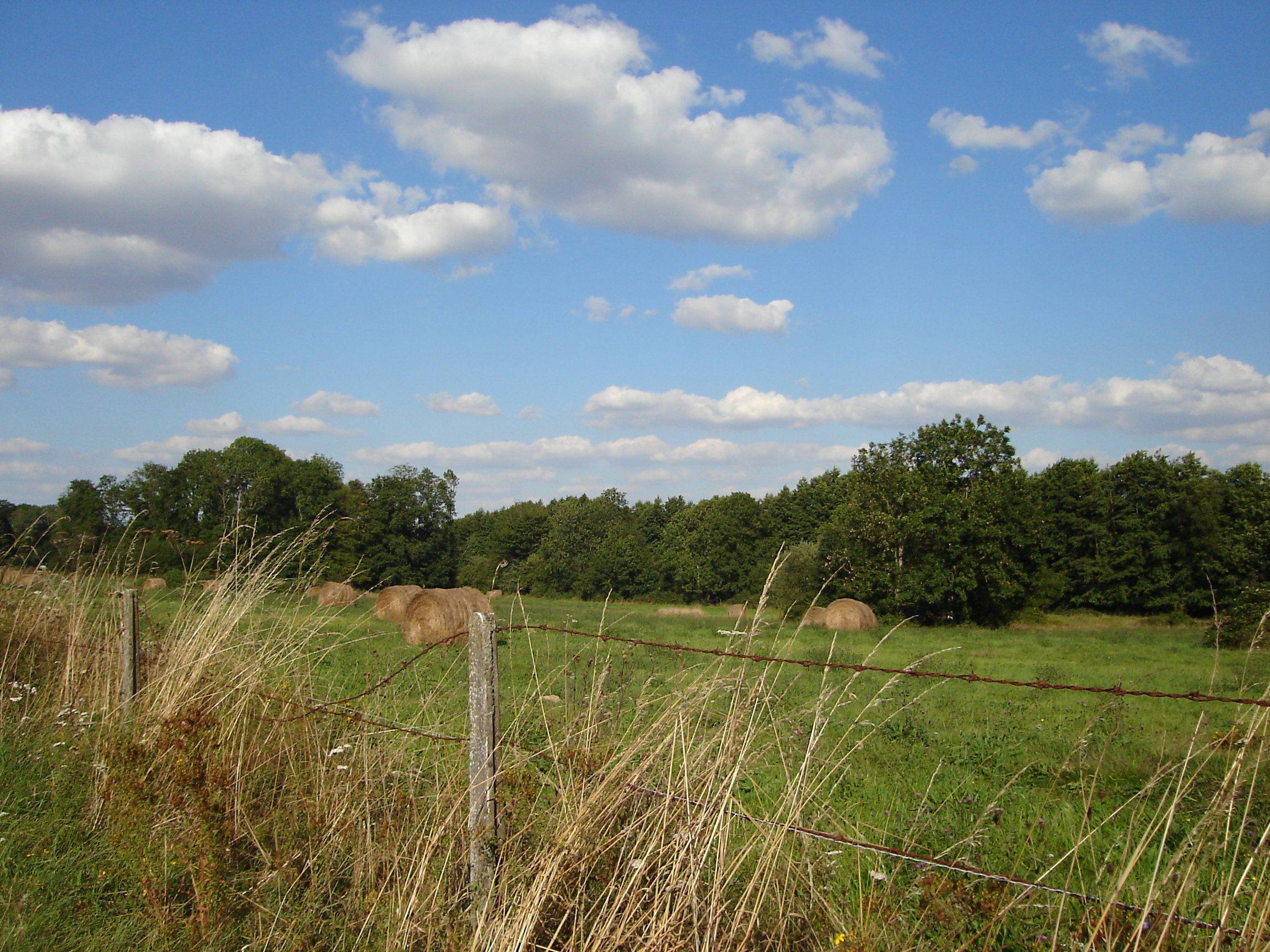
Prairie en été.
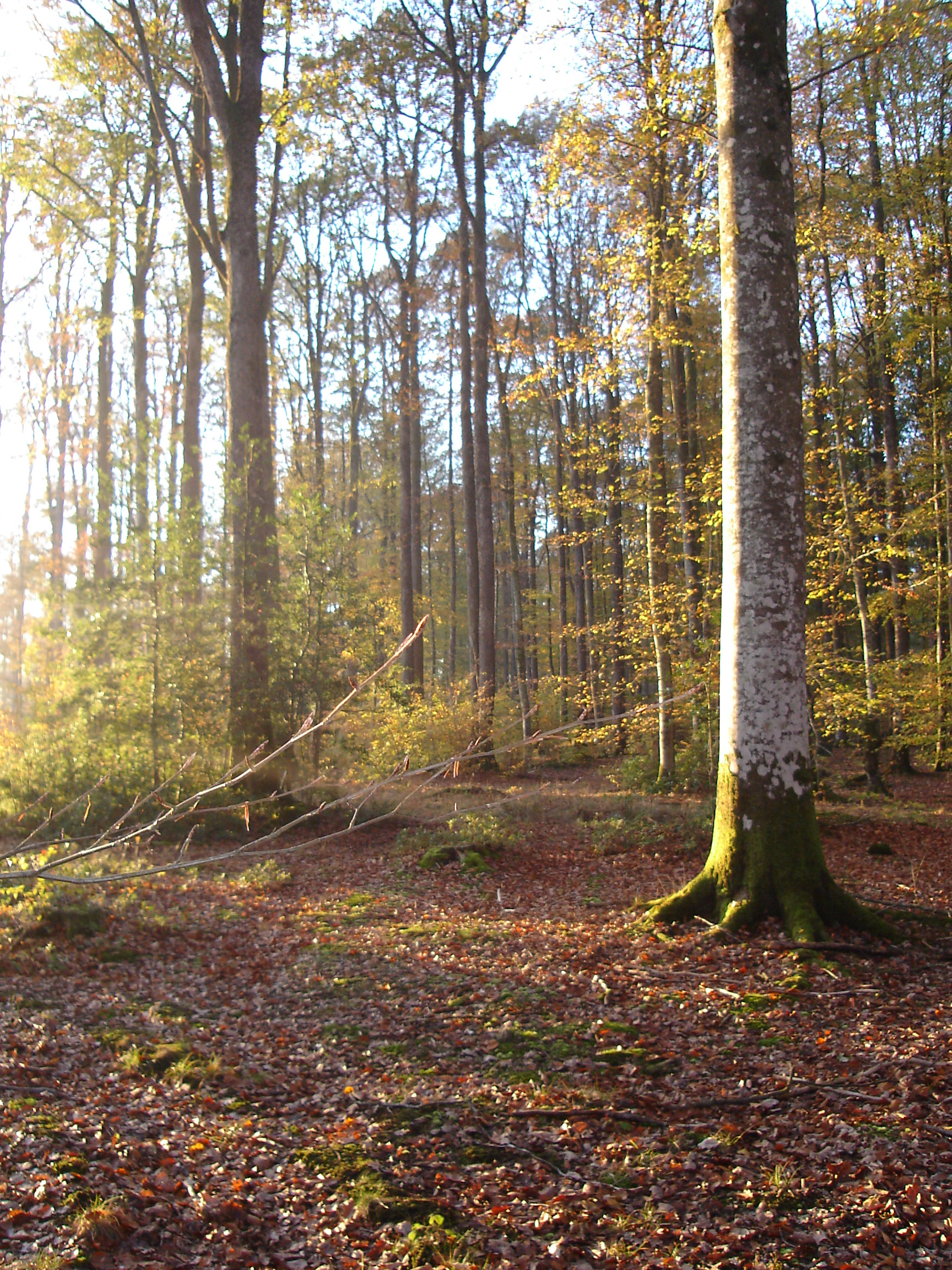
La forêt en automne.
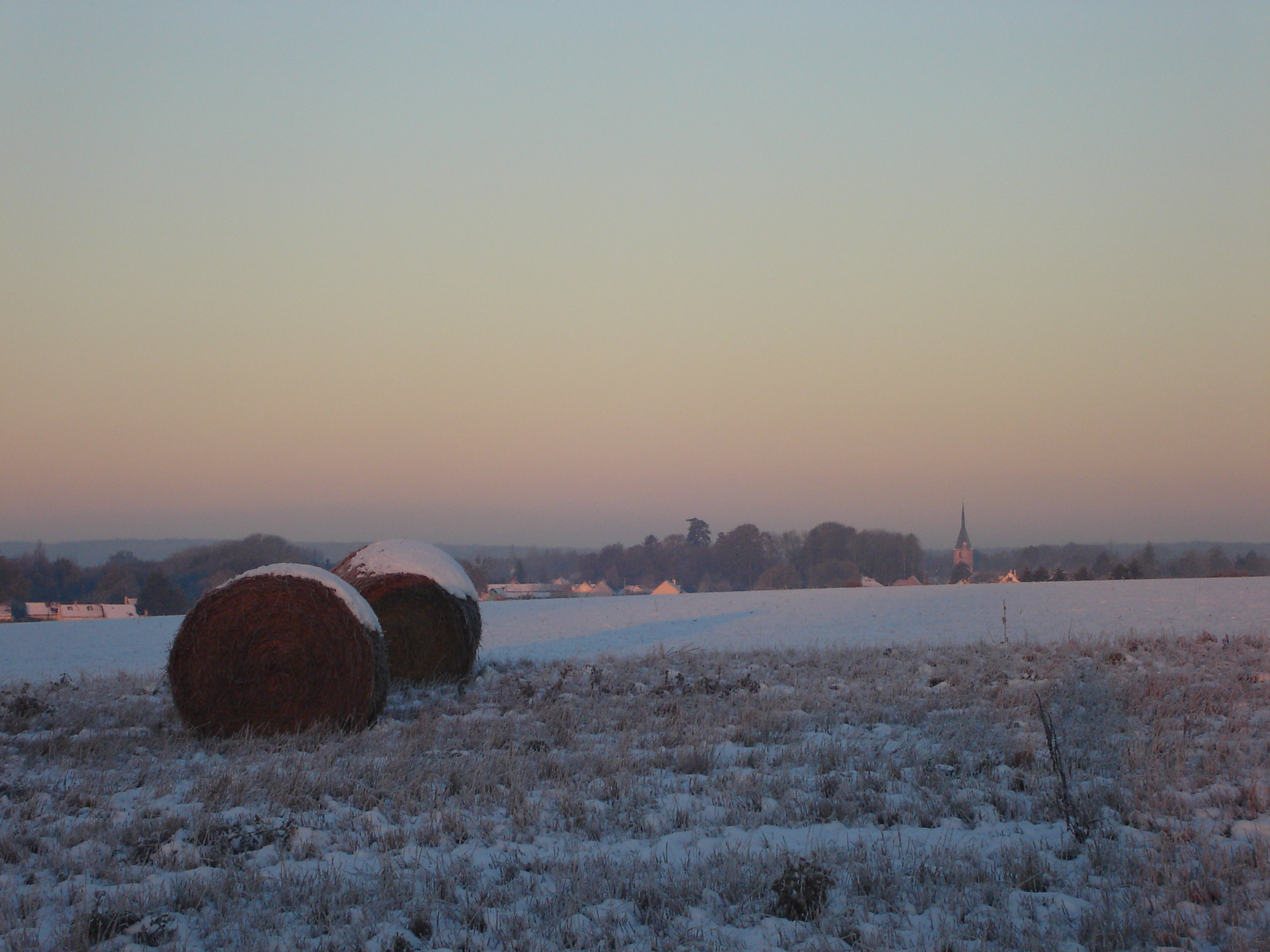
Senonches l'hiver.
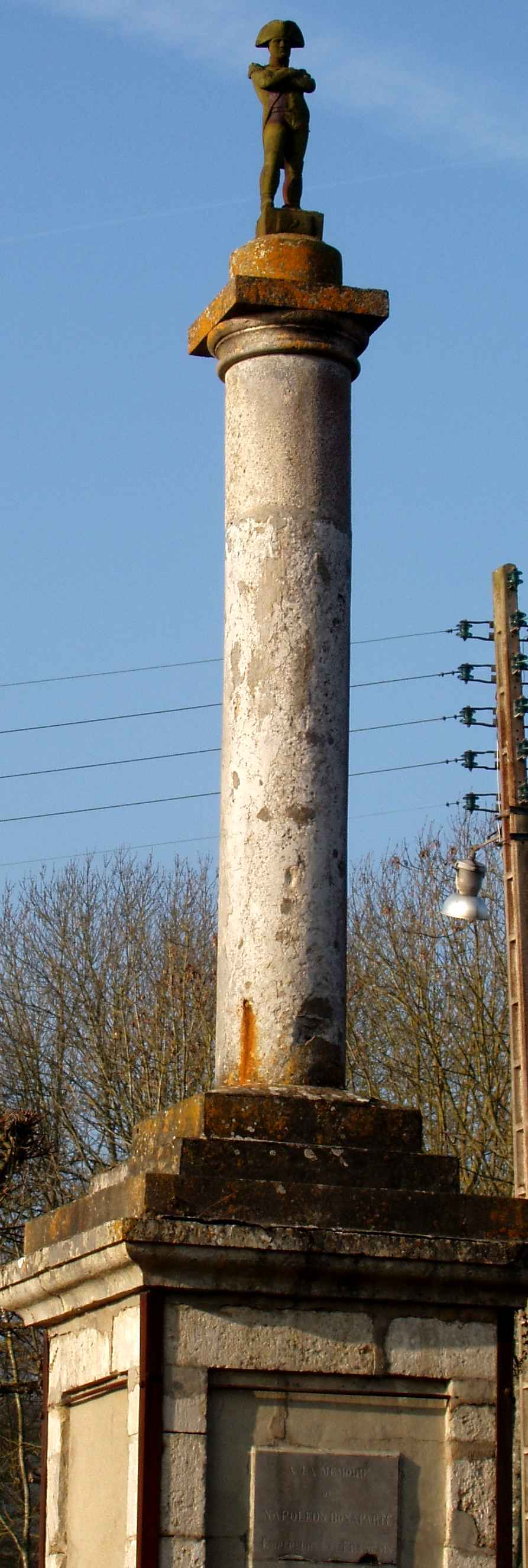
Colonne Napoléon.

- Senonches s'engage au respect de la loi sur l'eau, le programme de remise aux normes des installations a débuté en 2008.
- Une campagne de réimplantation de haies typiques du Perche a été menée en 2003 et 2007.

### Personnalités liées à la commune

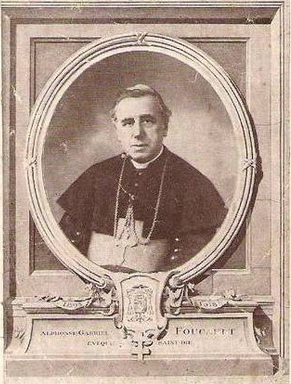
Alphonse-Gabriel Foucault.

- Alphonse-Gabriel Foucault, né à Senonches en 1843, mort à Saint-Dié-des-Vosges en 1930, évêque de Saint-Dié de 1893 à 1930 ;
- Charles Pitou (1849-1827), poète, mort à Senonches - Il y exerçait la profession de greffier de la justice de paix ;
- Lucien Descaves (1860-1949), écrivain, président de l'Académie Goncourt. Il vient en villégiature à Senonches à partir de 1909 et y passe notamment les années de l'Occupation. Il possédait à Senonches une maison La Préférée, rue des Moulins. Il accepte volontiers de présider les séances de remise des prix scolaires et participe à La Vie senonchoise. Son livre « L'Hirondelle sous le Toit » dépeint les habitants de Senonches, notamment M. et Mme Souchet de l'hôtel des Trois-Marchands et M. Breton, instituteur. En novembre 1954, une rue Lucien-Descaves est inaugurée à Senonches en présence de son épouse et de ses deux fils ;
- Étienne Rebaudengo (1924-2004), dramaturge monégasque, qui séjourna à Tardais de 1987 à 2004. Il est inhumé au cimetière de Tardais.

### Héraldique
| Armoiries de Senonches | Les armoiries de la ville de Senonches, reprennent les armes de la famille italienne de Mantoue : d'argent à une croix patée de gueules, cantonnée de quatre aigles se sable membrées et bécquées de gueules, ledit écu soutenu par deux rameaux de chêne passés en sautoir à leur naissance, timbré d'une couronne murale. |